# Formule 1 v roce 2007
Sezóna roku 2007 byla v pořadí již 58. ročníkem Mistrovství světa jezdců Formule 1 ve kterém zvítězil jezdec Ferrari, Kimi Räikkönen a 50. ročníkem poháru konstruktérů, který získalo Ferrari. Začalo se již tradičně v Austrálii, 18. března a skončilo se 21. října závodem v Brazílii. Sezóna byla ve znamení zásadních změn, kdy končila stará Concordská dohoda a očékavalo se podepsání nové. Dále to byla první sezóna jediného dodavatele pneumatik Bridgestone (potvrzeného až do roku 2009). Sezóna byla také poznamenaná kauzou spy-story mezi týmy Ferrari a McLaren a nesčetných polemik vzniklých během několika Grand Prix, které často vyžadovaly zásah pověřených orgánu FIA.

## Před sezónou
Kalendář se zredukoval z 18 Grand Prix z roku 2006 na 17 závodů. Poprvé od sezóny 1975 nebyl v jedné zemi pořádáno více závodů. 29. srpna 2006 FIA zveřejnila provizorní kalendář ve kterém chyběli Grand Prix San Marina a Grand Prix Evropy, zatímco Grand Prix Belgie se po pauze do kalendáře vrátila.

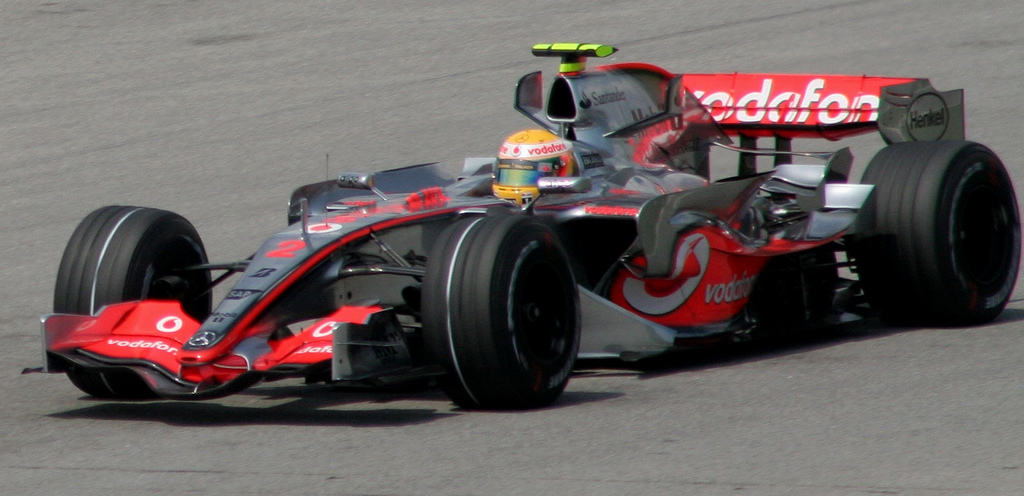
Lewis Hamilton ve voze McLaren

Italská vláda potvrdila pomoc při rekonstrukci a obnově Autodromo Enzo e Dino Ferrari, zároveň podepsala smlouvu na organizování Grand Prix San Marina, a 7. září 2006 byl dodatečně doplněn do kalendáře jak 18. závod s termínem 29. dubna 2007. Nicméně konkrétní podmínky smlouvy závisely na technických prohlídkách a následné analýze v březnu 2007. Starý paddock byl zbourán a hned od začátku bylo jasné, že práce na okruhu nebudou jen povrchní úpravy, ale že se jedná o důkladnou renovaci celého okruhu. Vzhledem k těmto událostem se FIA rozhodla pro rok 2007 Grand Prix San Marina do kalendáře nezařadit. Také další motoristická událost, kterou okruh v Imole měl hostit, MotoGP, byla přesunuta na okruh Misano Adriatico jako "Grand Prix San Marian a Riviera di Rimini". První informace, které se dostaly na veřejnost po zrušení Grand Prix Evropy, hovořili o alternaci Velkých cen Německa a Itálie. Grand Prix Německa se měla střídavě pořádat na Nürburgringu a Hockenheimu a Grand Prix Itálie měla alternovat mezi Monzou a Imolou. 
Další změnou v kalendáři bylo místo konání Grand Prix Japonska. 14. března bylo s konečnou platností oznámeno, že místem konání japonské Grand Prix bude, namísto tradiční Suzuky, která je majetkem Hondy, nově zrekonstruovaná trať ve Fuji, která patří konkurenční Toyotě. Na okruhu ve Fuji se naposledy konal závod F1 v roce 1977.

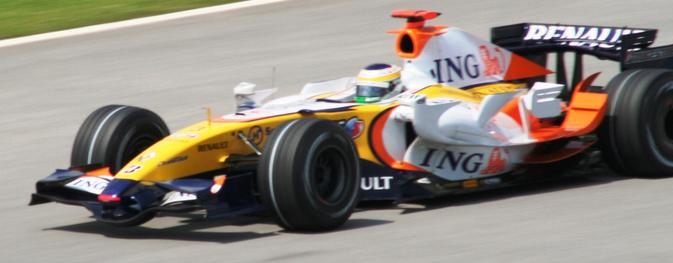
Giancarlo Fisichella s vozem Renault

Z politického a organizačního hlediska bylo největším krokem v této sezoně podepsání Concordské dohody sepsané v roce 1997 mezi aktuálními konstruktéry vozů formule 1 a Bernie Ecclestonem. Zvláště pak, Mercedes-Benz, BMW, Renault a Honda od května 2005 sdružené v GPMA, Grand Prix Manufacturers Association, měli několik neshod s FIA a s Ecclestonem ohledně financí a techniky. Již v únoru vyhrožovali blokováním formule 1 od roku 2008 a následným založením konkurenčního šampionátu pod názvem GPWC Grand Prix World Championship, ale během Grand Prix Španělska 2006 se vše vrátilo do starých kolejí a všechny týmy podepsaly "Memorandum of Understanding".
8. ledna 2007 FIA oznámila vznik výkonného výboru za garance zájmů konstruktérů pojmenovaný "Formula One Manufacturers' Advisory Commission" (FOMAC), do funkce presidenta byl dosazen Burkhard Goeschel a členy se staly automobilky BMW, DaimlerChrysler (Mercedes), Ferrari, Honda, Renault a Toyota. Předchozí organizace GPMA zanikla odchodem Renaultu, v únoru 2007. Byla to první sezóna po 15 letech bez Michaela Schumachera, který rok předtím v Monze oznámil konec kariéry závodního pilota. Ze scény zmizely i dvě stálice na nebi F1, mistr světa z roku 1997 Jacques Villeneuve a Juan Pablo Montoya. Čerstvý mistr světa Fernando Alonso odešel k McLarenu a od stříbrných šípu odešel Kimi Räikkönen, který zamířil k Ferrari. Návrat do závodního kokpitu plánují dva dosavadní testovací piloti Alexander Wurz a Anthony Davidson. Pod drobnohledem budou oba nováčci z loňské sezóny Robert Kubica a Nico Rosberg. Do světa velkých cen míří nový talent Heikki Kovalainen a vítěz série GP2 Lewis Hamilton, který se tak stane prvním pilotem tmavé pleti ve formuli 1.

## Pravidla

### Pneumatiky

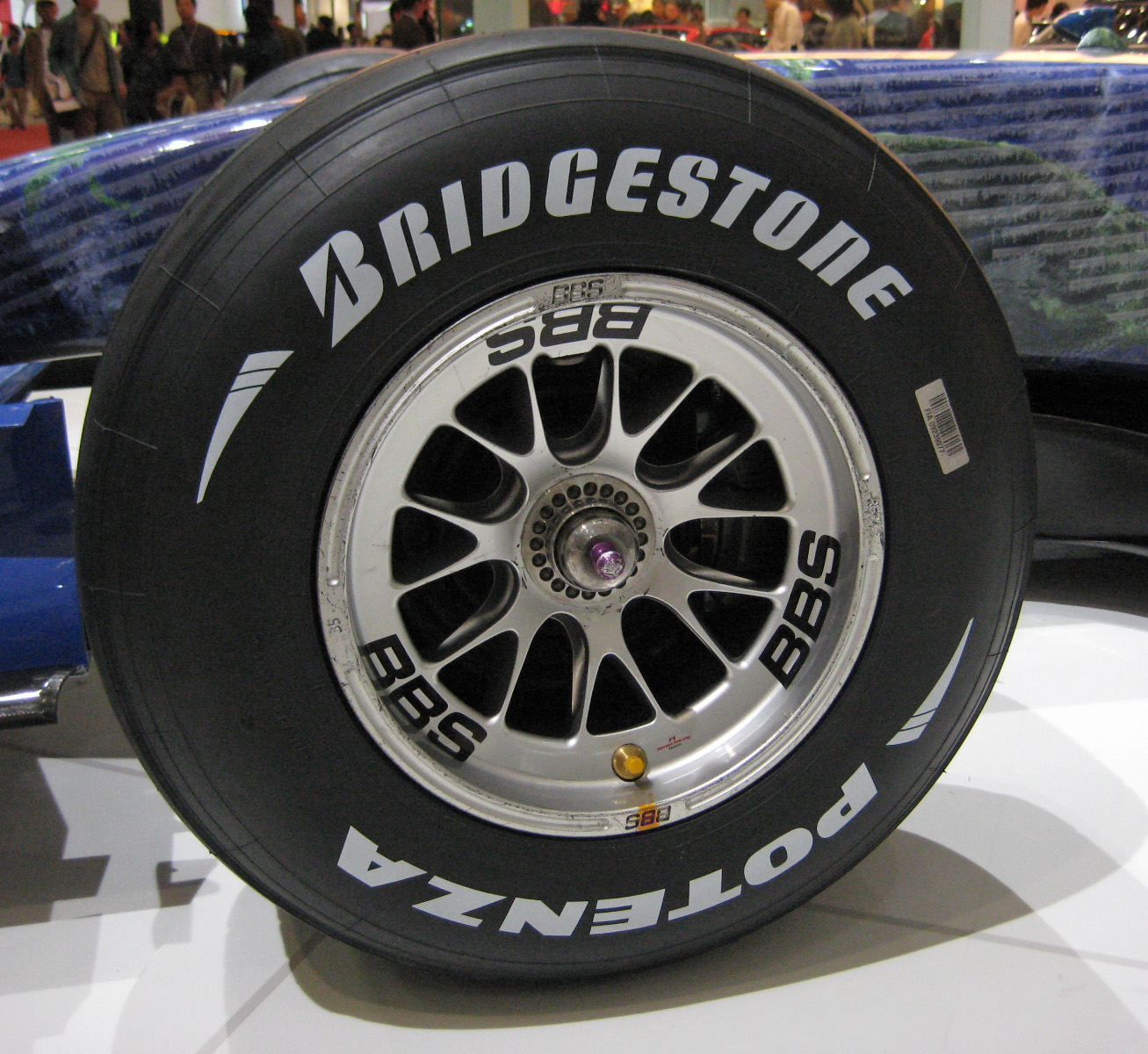
Pneumatiky Bridgestone pro sezónu 2007

Významnou novinkou v roce 2007 z pohledu vývoje pneumatik byl fakt, že v seriálu zůstal jediný dodavatel pneumatik a to firma Bridgestone, která měla zásobovat všechny vozy Formule 1 až do roku 2010. Pneumatiky, stejně jako v sezóně 2006 zůstaly drážkované a to čtyřmi drážkami, naopak změnou byly nové směsi, tak aby nebyly zvýhodněny týmy, které v loňské sezóně používali japonskou značku. Na výběr byly čtyři směsi na suchou trať označené jako tvrdé, střední, měkké a super měkké. Pro závod výrobce určil pouze dvě směsi, které musely být povinně použity v závodě. Každý pilot pak měl možnost volby, v jaké části závodu kterou směs použije.
Aby bylo viditelné, kdo na jaké směsi jede, byla každá měkčí směs označena bílou tečkou. Protože tento systém označení při prvním závodě selhal, od Grand Prix Malajsie byla použita jedna z drážek, která byla vymalována bílou barvou.
Každý tým může mít na závodní víkend dva typy pneumatik pro suchou trať, jeden pro mokrou trať a jeden pro extrémně mokrou trať. Celkový počet je stanoven na 4 suché sady, 4 mokré sady a 3 extrémně mokré sady. Suché pneumatiky jsou čtyři přední a čtyři zadní vyhrazeny pouze pro použití v pátečních trénincích. Po zbytek víkendu je povoleno použití deseti sad.

### Závodní víkend
- Pátek - Oba páteční tréninky se změnily ve volné testovaní a byly prodlouženy ze 60 na 90 minut. Každý tým může nasadit pouze dva vozy, ale nemusí je řídit závodní jezdci. Na vozech se mohou provádět jakékoliv úpravy a nemusí se používat motor, který je používán v závodě.
- Sobota - Sobotní trénink je hodinový a je povinný pro závodní piloty. Kvalifikace je stejně jako v předchozím roce rozdělena do tří částí. V prvních dvou pokaždé odstoupí šest nejpomalejších, kteří obsadí 11. - 22. místo na startu a budou moci natankovat libovolné množství paliva. Třetí část byla zkrácena z 20 na 15 minut.

### Safety car

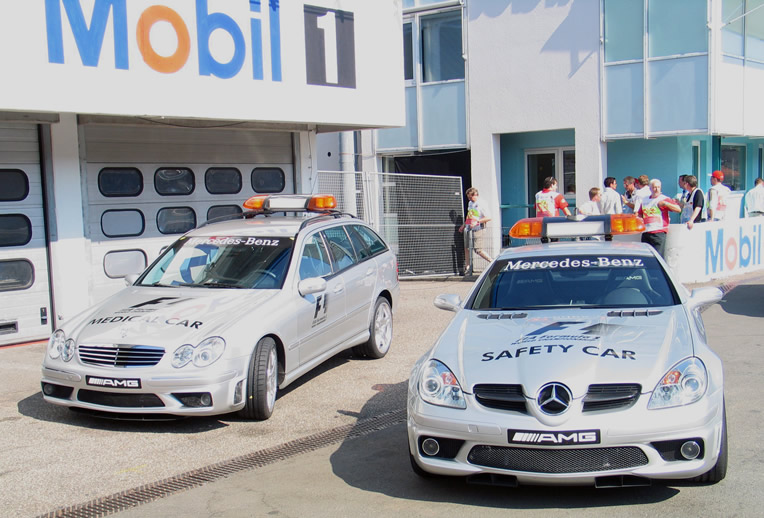
Safety cars v paddocku na trati Hockenheim

jakmile se objeví na trati, jezdci jezdící o kolo zpět musí všechny předjet i Safety car, objet jedno kolo a zařadit se na konec skupiny. Tím se zamezí, aby pomalejší jezdci bránili při restartu závodu soupeření mezi nejlepšími. Než se dokončí tento proces, nesmí nikdo z jezdců do boxů.

### Závod
Další novinkou je vybavení monopostu třemi diodami (žlutá, modrá a červená), které signalizují vyvěšení vlajek stejných barev. Diody jsou o minimální velikosti 5 mm a jsou umístěny v zorném úhlu pilota. Dále je na voze lékařské světlo. Jeho zapnutím dává pilot najevo, že je při vědomí a může komunikovat se záchranáři.
Boduje prvních 8 jezdců podle klíče:
- První – 10 bodů
- Druhý – 8 bodů
- Třetí – 6 bodů
- Čtvrtý – 5 bodů
- Pátý – 4 body
- Šestý – 3 body
- Sedmý – 2 body
- Osmý – 1 bod

- Motory - stále platí pravidlo jeden motor na dva závodní víkendy a motory se nesmí až do konce roku 2008 vyvíjet. FIA homologovala pouze ty osmiválce, které loni odjely minimálně dvě velké ceny. Limit otáček byl snížen na 19 tis./min.

## Testy

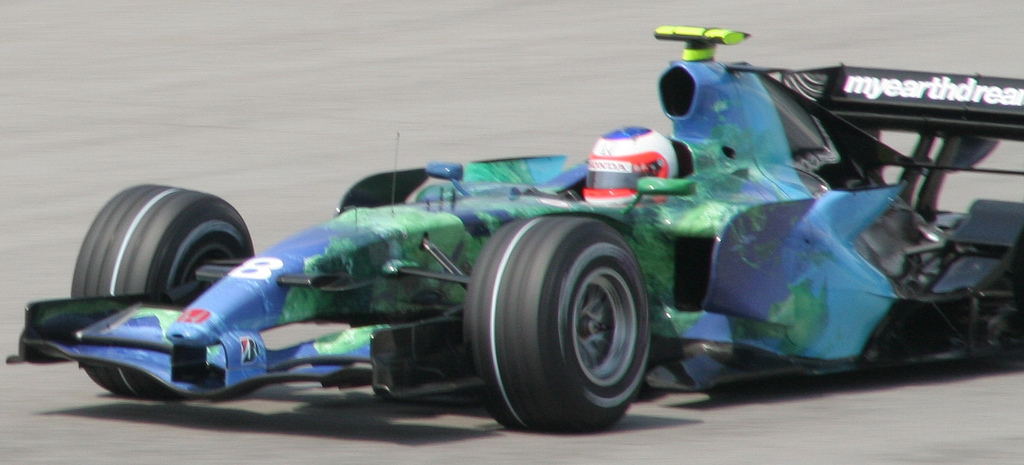
Rubens Barrichello s vozem Honda.

Předsezónní testy začaly v listopadu 2006 na Circuit de Catalunya, za účasti deseti týmů z jedenácti. Z jezdců chyběl Fernando Alonso a Kimi Räikkönen, kteří měli smlouvu s Renault a McLaren.

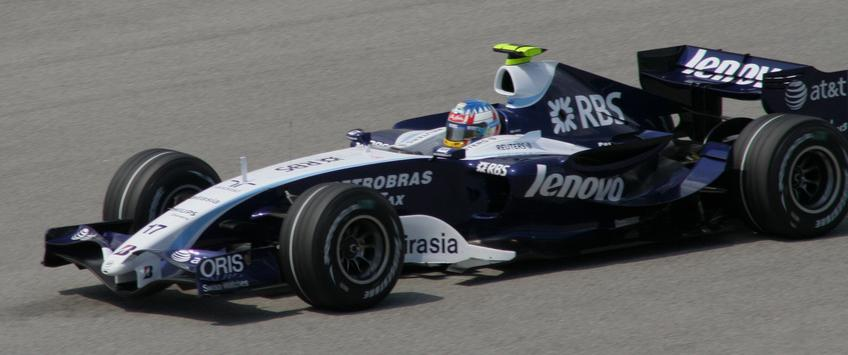
Alexander Wurz ve voze Williams-Toyota

Felipe Massa překonal své rekordní časy v prvních dvou dnech testů. Druhý pilot Ferrari, Luca Badoer, zajel nejrychlejší čas ve třetím dnu testů, i když zájem médií se soustředí na dvojnásobného mistra světa Mika Häkkinena, který doprovázel Lewise Hamiltona a de la Rosu v týmu McLaren, jeho časy byly o tři sekundy pomalejší než čas Badoera.
Dle názoru některých odborníků měl jediný dodavatel pneumatik zvýhodnit především Ferrari, které hned od začátku vykazovalo v testech vynikající výsledky a téměř dokonalou souhru s pneumatikami. Navzdory tomu japonský výrobce prohlásil, že pneumatiky pro rok 2007 jsou naprosto odlišné konstrukce tak, aby se minimalizovala výhoda pro stáje, které v sezóně 2006 obouvaly Bridgestone (Ferrari, Toyota, Williams, Midland/Spyker a Super Aguri).

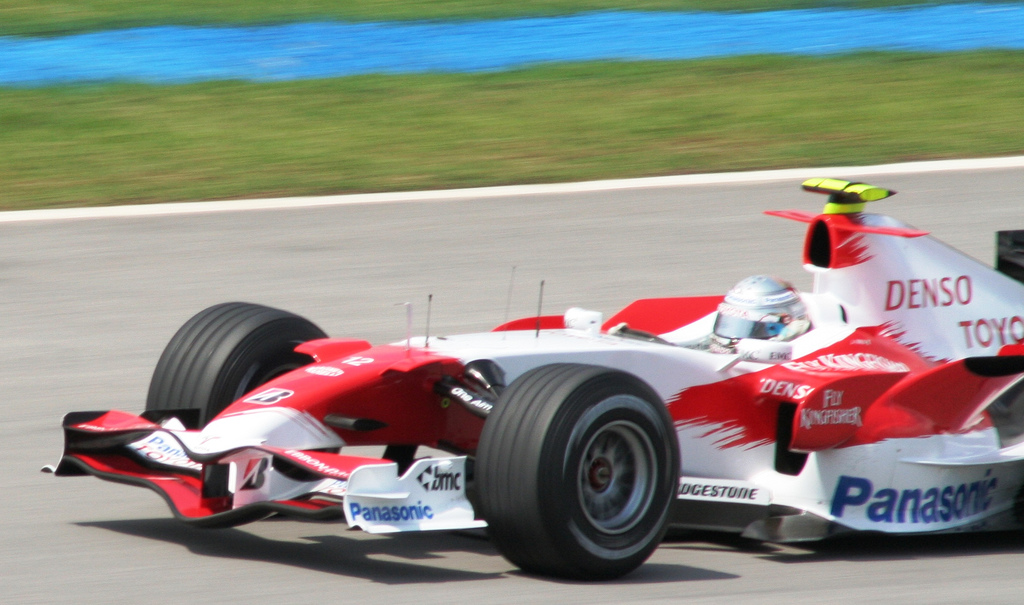
Jarno Trulli s vozem Toyota

Toyota byla jediným týmem, který testoval čtyři dny v Barceloně. Jak Ralf Schumacher tak Jarno Trulli zajížděli kola v lepších časech než Massa a Badoer v předchozím testu. Testy pokračovaly 6. prosince v Jerezu, s největším počtem týmu. Dvě Ferrari, Massi e Badoera obsadili první dvě místa, před McLarenem Lewise Hamiltona. Hamilton se zlepšil následující den, když skončil druhý ztrácejíc sekundu na Renault Giancarla Fisichelli.

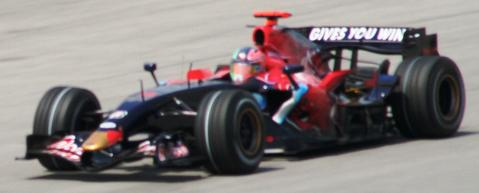
Vitantonio Liuzzi ve voze Toro Rosso.

Druhý den testů se mezi nejrychlejší zařadily i oba japonské týmy Honda a Toyota které výsledek zopakovaly i následující den: Hondy, kterou pilotoval Rubens Barrichello a Toyota, kterou řídil Franck Montagny byly nejrychlejší díky volné trati v Jerezu. Heikki Kovalainen a Pedro de la Rosa byli nejrychlejší ve čtvrtém a pátém dni testů. V posledním dnu testů se na trati poprvé představil i Fernando Alonso při svém debutu s McLarenem.
Další testy v roce 2007 jsou znázorněny v tabulce.
| Datum                                    | Jezdec                    | Vůz                       | Výsledky                  |
| Testy - Fiorano 15. leden                | Testy - Fiorano 15. leden | Testy - Fiorano 15. leden | Testy - Fiorano 15. leden |
| ---------------------------------------- | ------------------------- | ------------------------- | ------------------------- |
| 15. leden                                | Felipe Massa              | Ferrari F2007             | Výsledky                  |
| Testy - Valencia 16. leden - 19. leden   |                           |                           |                           |
| 16. leden                                | Nick Heidfeld             | BMW Sauber F1.06          | Výsledky                  |
| 17. leden                                | Fernando Alonso           | McLaren MP4/21            | Výsledky                  |
| 18. leden                                | Robert Kubica             | BMW Sauber F1.06          | Výsledky                  |
| 19. leden                                | Robert Kubica             | BMW Sauber F1.06          | Výsledky                  |
| Testy - Jerez 16. leden - 19. leden      |                           |                           |                           |
| 16. leden                                | Giancarlo Fisichella      | Renault R26               | Výsledky                  |
| 17. leden                                | Giancarlo Fisichella      | Renault R26               | Výsledky                  |
| 18. leden                                | Anthony Davidson          | Super Aguri SA06          | Výsledky                  |
| 19. leden                                | Heikki Kovalainen         | Renault R26               | Výsledky                  |
| Testy - Vallelunga 23. leden - 26. leden |                           |                           |                           |
| 23. leden                                | Felipe Massa              | Ferrari F2007             | Výsledky                  |
| 24. leden                                | Felipe Massa              | Ferrari F2007             | Výsledky                  |
| 25. leden                                | Felipe Massa              | Ferrari F2007             | Výsledky                  |
| 25. leden                                | Kimi Räikkönen            | Ferrari F2007             | Výsledky                  |
| Testy - Valencia 24. leden - 25. leden   |                           |                           |                           |
| 24. leden                                | Fernando Alonso           | McLaren MP4/21            | Výsledky                  |
| 25. leden                                | Fernando Alonso           | McLaren MP4/21            | Výsledky                  |
| Testy - Valencia 30. leden - 2. únor     |                           |                           |                           |
| 30. leden                                | Fernando Alonso           | McLaren MP4/21            | Výsledky                  |
| 31. leden                                | Fernando Alonso           | McLaren MP4/21            | Výsledky                  |
| 1. únor                                  | Ralf Schumacher           | Toyota TF107              | Výsledky                  |
| 2. únor                                  | Lewis Hamilton            | McLaren MP4/22            | Výsledky                  |
| Testy - Silverstone 6. únor - 7. únor    |                           |                           |                           |
| 6. únor                                  | Christijan Albers         | Spyker F8-VII             | Výsledky                  |
| 7. únor                                  | Adrian Sutil              | Spyker F8-VII             | Výsledky                  |
| Testy - Jerez 6. únor - 8. únor          |                           |                           |                           |
| 6. únor                                  | Pedro de la Rosa          | McLaren MP4/22            | Výsledky                  |
| 7. únor                                  | Felipe Massa              | Ferrari F2007             | Výsledky                  |
| 8. únor                                  | Nick Heidfeld             | BMW Sauber F1.07          | Výsledky                  |
| Testy - Catalunya 12. únor - 14. únor    |                           |                           |                           |
| 12. únor                                 | Pedro de la Rosa          | McLaren MP4/22            | Výsledky                  |
| 13. únor                                 | Felipe Massa              | Ferrari F2007             | Výsledky                  |
| 14. únor                                 | David Coulthard           | Red Bull RB3              | Výsledky                  |
| Testy - Valencia 19. únor - 21. únor     |                           |                           |                           |
| 19. únor                                 | Kazuki Nakadžima          | Williams FW29             | Výsledky                  |
| 20. únor                                 | Alexander Wurz            | Williams FW29             | Výsledky                  |
| 21. únor                                 | Nico Rosberg              | Williams FW29             | Výsledky                  |
| Testy - Bahrajn 22. únor - 24. únor      |                           |                           |                           |
| 22. únor                                 | Felipe Massa              | Ferrari F2007             | Výsledky                  |
| 23. únor                                 | Nick Heidfeld             | BMW Sauber F1.07          | Výsledky                  |
| 24. únor                                 | Fernando Alonso           | McLaren MP4/22            | Výsledky                  |
| Testy - Catalunya 27. únor - 1. březen   |                           |                           |                           |
| 27. únor                                 | Nico Rosberg              | Williams FW29             | Výsledky                  |
| 28. únor                                 | Nico Rosberg              | Williams FW29             | Výsledky                  |
| 1. březen                                | Alexander Wurz            | Williams FW29             | Výsledky                  |
| Testy - Bahrajn 27. únor - 1. březen     |                           |                           |                           |
| 27. únor                                 | Felipe Massa              | Ferrari F2007             | Výsledky                  |
| 28. únor                                 | Felipe Massa              | Ferrari F2007             | Výsledky                  |
| 1. březen                                | Felipe Massa              | Ferrari F2007             | Výsledky                  |

| Datum                                                 | Jezdec                              | Vůz                                 | Výsledky                            |
| Testy - Jerez 7. březen - 8. březen                   | Testy - Jerez 7. březen - 8. březen | Testy - Jerez 7. březen - 8. březen | Testy - Jerez 7. březen - 8. březen |
| ----------------------------------------------------- | ----------------------------------- | ----------------------------------- | ----------------------------------- |
| 7. březen                                             | Jarno Trulli                        | Toyota TF107                        | Výsledky                            |
| 8. březen                                             | Jarno Trulli                        | Toyota TF107                        | Výsledky                            |
| Testy - Sepang 27. březen - 30. březen                |                                     |                                     |                                     |
| 27. březen                                            | Robert Kubica                       | BMW Sauber F1.07                    | Výsledky                            |
| 28. březen                                            | Kimi Räikkönen                      | Ferrari F2007                       | Výsledky                            |
| 29. březen                                            | Lewis Hamilton                      | McLaren MP4/22                      | Výsledky                            |
| 30. březen                                            | Heikki Kovalainen                   | Renault R27                         | Výsledky                            |
| Testy - Catalunya 30. duben - 3. květen               |                                     |                                     |                                     |
| 30. duben                                             | Kimi Räikkönen                      | Ferrari F2007                       | Výsledky                            |
| 1. květen                                             | Kimi Räikkönen                      | Ferrari F2007                       | Výsledky                            |
| 2. květen                                             | Felipe Massa                        | Ferrari F2007                       | Výsledky                            |
| 3. květen                                             | David Coulthard                     | Red Bull RB3                        | Výsledky                            |
| Testy - Paul Ricard 15. květen - 18. květen           |                                     |                                     |                                     |
| 19. červen                                            | Lewis Hamilton                      | McLaren MP4/22                      | Výsledky                            |
| 20. červen                                            | Lewis Hamilton                      | McLaren MP4/22                      | Výsledky                            |
| 21. červen                                            | Kimi Räikkönen                      | Ferrari F2007                       | Výsledky                            |
| 22. červen                                            | Kimi Räikkönen                      | Ferrari F2007                       | Výsledky                            |
| Testy - Silverstone 19. červen - 21. červen           |                                     |                                     |                                     |
| 19. červen                                            | Ralf Schumacher                     | Toyota TF107                        | Výsledky                            |
| 20. červen                                            | Jarno Trulli                        | Toyota TF107                        | Výsledky                            |
| 21. červen                                            | Felipe Massa                        | Ferrari F2007                       | Výsledky                            |
| Testy - Spa Francorchamps 10. červenec - 12. červenec |                                     |                                     |                                     |
| 10. červenec                                          | Lewis Hamilton                      | McLaren MP4/22                      | Výsledky                            |
| 11. červenec                                          | Felipe Massa                        | Ferrari F2007                       | Výsledky                            |
| 12. červenec                                          | Kimi Räikkönen                      | Ferrari F2007                       | Výsledky                            |
| Testy - Mugello 24. červenec - 26. červenec           |                                     |                                     |                                     |
| 24. červenec                                          | Vitantonio Liuzzi                   | Toro Rosso STR2                     | Výsledky                            |
| 25. červenec                                          | Luca Badoer                         | Ferrari F2007                       | Výsledky                            |
| 25. červenec                                          | Felipe Massa                        | Ferrari F2007                       | Výsledky                            |
| Testy - Jerez 24. červenec - 26. červenec             |                                     |                                     |                                     |
| 24. červenec                                          | Pedro de la Rosa                    | McLaren MP4/22                      | Výsledky                            |
| 25. červenec                                          | Lewis Hamilton                      | McLaren MP4/22                      | Výsledky                            |
| 26. červenec                                          | Alexander Wurz                      | Williams FW29                       | Výsledky                            |
| Testy - Monza 28. srpen - 31. srpen                   |                                     |                                     |                                     |
| 28. srpen                                             | Lewis Hamilton                      | McLaren MP4/22                      | Výsledky                            |
| 29. srpen                                             | Fernando Alonso                     | McLaren MP4/22                      | Výsledky                            |
| 30. srpen                                             | Fernando Alonso                     | McLaren MP4/22                      | Výsledky                            |
| 31. srpen                                             | Pedro de la Rosa                    | McLaren MP4/22                      | Výsledky                            |
| Testy - Jerez 18. září - 20. září                     |                                     |                                     |                                     |
| 18. září                                              | Timo Glock                          | BMW Sauber F1.07                    | Výsledky                            |
| 19. září                                              | Pedro de la Rosa                    | McLaren MP4/22                      | Výsledky                            |
| 20. září                                              | Pedro de la Rosa                    | McLaren MP4/22                      | Výsledky                            |
| Testy - Catalunya 13. listopad - 15. listopad         |                                     |                                     |                                     |
| 13. listopad                                          | Michael Schumacher                  | Ferrari F2007                       | Výsledky                            |
| 14. listopad                                          | Michael Schumacher                  | Ferrari F2007                       | Výsledky                            |
| 15. listopad                                          | Felipe Massa                        | Ferrari F2007                       | Výsledky                            |
| Testy - Jerez 4. prosince - 7. prosince               |                                     |                                     |                                     |
| 4. prosinec                                           | Nick Heidfeld                       | BMW Sauber F1.07                    | Výsledky                            |
| 5. prosinec                                           | Lewis Hamilton                      | McLaren MP4/22                      | Výsledky                            |
| 6. prosinec                                           | Robert Kubica                       | BMW Sauber F1.07                    | Výsledky                            |
| 7. prosinec                                           | Sebastian Vettel                    | Toro Rosso STR2                     | Výsledky                            |

## Složení týmů
| #  | Obr. vozu | Tým                         | Konstruktér          | Šasi   | Motor1                | Pneu | č.  | Zkr. | Obr.               | Pilot                | Závody | T  | Test. pilot2                                                                     |
| -- | --------- | --------------------------- | -------------------- | ------ | --------------------- | ---- | --- | ---- | ------------------ | -------------------- | ------ | -- | -------------------------------------------------------------------------------- |
| 1  |           | Vodafone McLaren Mercedes   | McLaren - Mercedes   | MP4/22 | Mercedes-Benz FO 108T | B    | 1   | ALO  |                    | Fernando Alonso      | Vše    | 31 | Pedro de la Rosa Gary Paffett                                                    |
| 1  | 2         | Vodafone McLaren Mercedes   | McLaren - Mercedes   | MP4/22 | Mercedes-Benz FO 108T | B    | HAM |      | Lewis Hamilton     | Vše                  |        | 31 | Pedro de la Rosa Gary Paffett                                                    |
| 2  |           | ING Renault F1 Team         | Renault              | R27    | Renault RS27          | B    | 3   | FIS  |                    | Giancarlo Fisichella | Vše    | 32 | Ricardo Zonta Nelson Piquet Jr.                                                  |
| 2  | 4         | ING Renault F1 Team         | Renault              | R27    | Renault RS27          | B    | KOV |      | Heikki Kovalainen  | Vše                  |        | 32 | Ricardo Zonta Nelson Piquet Jr.                                                  |
| 3  |           | Scuderia Ferrari Marlboro   | Ferrari              | F2007  | Ferrari 056           | B    | 5   | MAS  |                    | Felipe Massa         | Vše    | 33 | Luca Badoer Marc Gené Michael Schumacher                                         |
| 3  | 6         | Scuderia Ferrari Marlboro   | Ferrari              | F2007  | Ferrari 056           | B    | RAI |      | Kimi Räikkönen     | Vše                  |        | 33 | Luca Badoer Marc Gené Michael Schumacher                                         |
| 4  |           | Honda Racing F1 Team        | Honda                | RA107  | Honda RA807E          | B    | 7   | BUT  |                    | Jenson Button        | Vše    | 34 | Christian Klien James Rossiter Mike Conway                                       |
| 4  | 8         | Honda Racing F1 Team        | Honda                | RA107  | Honda RA807E          | B    | BAR |      | Rubens Barrichello | Vše                  |        | 34 | Christian Klien James Rossiter Mike Conway                                       |
| 5  |           | BMW Sauber F1 Team          | BMW Sauber           | F1.07  | BMW P86/7             | B    | 9   | HEI  |                    | Nick Heidfeld        | Vše    | 35 | Timo Glock Sebastian Vettel Ho-Pin Tung                                          |
| 5  | 10        | BMW Sauber F1 Team          | BMW Sauber           | F1.07  | BMW P86/7             | B    | KUB |      | Robert Kubica      | 1-6 8-17             |        | 35 | Timo Glock Sebastian Vettel Ho-Pin Tung                                          |
| 5  | 10        | BMW Sauber F1 Team          | BMW Sauber           | F1.07  | BMW P86/7             | B    | VET |      | Sebastian Vettel   | 7                    |        | 35 | Timo Glock Sebastian Vettel Ho-Pin Tung                                          |
| 6  |           | Panasonic Toyota Racing     | Toyota               | TF107  | Toyota RVX-07         | B    | 11  | RSC  |                    | Ralf Schumacher      | Vše    | 36 | Franck Montagny Kóhei Hirate Kamui Kobajaši                                      |
| 6  | 12        | Panasonic Toyota Racing     | Toyota               | TF107  | Toyota RVX-07         | B    | TRU |      | Jarno Trulli       | Vše                  |        | 36 | Franck Montagny Kóhei Hirate Kamui Kobajaši                                      |
| 7  |           | Red Bull Racing             | Red Bull - Renault   | RB3    | Renault RS27          | B    | 14  | COU  |                    | David Coulthard      | Vše    | 37 | Robert Doornbos Michael Ammermüller                                              |
| 7  | 15        | Red Bull Racing             | Red Bull - Renault   | RB3    | Renault RS27          | B    | WEB |      | Mark Webber        | Vše                  |        | 37 | Robert Doornbos Michael Ammermüller                                              |
| 8  |           | AT&T Williams               | Williams - Toyota    | FW29   | Toyota RVX-07         | B    | 16  | ROS  |                    | Nico Rosberg         | Vše    | 38 | Narain Karthikeyan Kazuki Nakadžima                                              |
| 8  | 17        | AT&T Williams               | Williams - Toyota    | FW29   | Toyota RVX-07         | B    | WUR |      | Alexander Wurz     | 1-16                 |        | 38 | Narain Karthikeyan Kazuki Nakadžima                                              |
| 8  | 17        | AT&T Williams               | Williams - Toyota    | FW29   | Toyota RVX-07         | B    | NAK |      | Kazuki Nakadžima   | 17                   |        | 38 | Narain Karthikeyan Kazuki Nakadžima                                              |
| 9  |           | Toro Rosso                  | Toro Rosso - Ferrari | STR2   | Ferrari 056           | B    | 18  | LIU  |                    | Vitantonio Liuzzi    | Vše    | 39 | ---                                                                              |
| 9  | 19        | Toro Rosso                  | Toro Rosso - Ferrari | STR2   | Ferrari 056           | B    | SPE |      | Scott Speed        | 1-10                 |        | 39 | ---                                                                              |
| 9  | 19        | Toro Rosso                  | Toro Rosso - Ferrari | STR2   | Ferrari 056           | B    | VET |      | Sebastian Vettel   | 11-17                |        | 39 | ---                                                                              |
| 10 |           | Etihad Aldar Spyker F1 Team | Spyker - Ferrari     | F8-VII | Ferrari 056           | B    | 20  | SUT  |                    | Adrian Sutil         | Vše    | 40 | Fairuz Fauzy Adrián Vallés Markus Winkelhock Giedo van der Garde Christian Klien |
| 10 | 21        | Etihad Aldar Spyker F1 Team | Spyker - Ferrari     | F8-VII | Ferrari 056           | B    | ALB |      | Christijan Albers  | 1-9                  |        | 40 | Fairuz Fauzy Adrián Vallés Markus Winkelhock Giedo van der Garde Christian Klien |
| 10 | 21        | Etihad Aldar Spyker F1 Team | Spyker - Ferrari     | F8-VII | Ferrari 056           | B    | WIN |      | Markus Winkelhock  | 10                   |        | 40 | Fairuz Fauzy Adrián Vallés Markus Winkelhock Giedo van der Garde Christian Klien |
| 10 | 21        | Etihad Aldar Spyker F1 Team | Spyker - Ferrari     | F8-VII | Ferrari 056           | B    | YAM |      | Sakon Jamamoto     | 11-17                |        | 40 | Fairuz Fauzy Adrián Vallés Markus Winkelhock Giedo van der Garde Christian Klien |
| 11 |           | Super Aguri F1              | Super Aguri - Honda  | SA07   | Honda RA807E          | B    | 22  | SAT  |                    | Takuma Sató          | Vše    | 41 | Sakon Jamamoto James Rossiter                                                    |
| 11 | 23        | Super Aguri F1              | Super Aguri - Honda  | SA07   | Honda RA807E          | B    | DAV |      | Anthony Davidson   | Vše                  |        | 41 | Sakon Jamamoto James Rossiter                                                    |

1 Všechny motory jsou specifikace 2.4 V8, ze sezony 2006.

2 Testovací piloti, kteří jsou tučně zvýrazněni se účastnili minimálně jednoho pátečního tréninku.

### Piloti

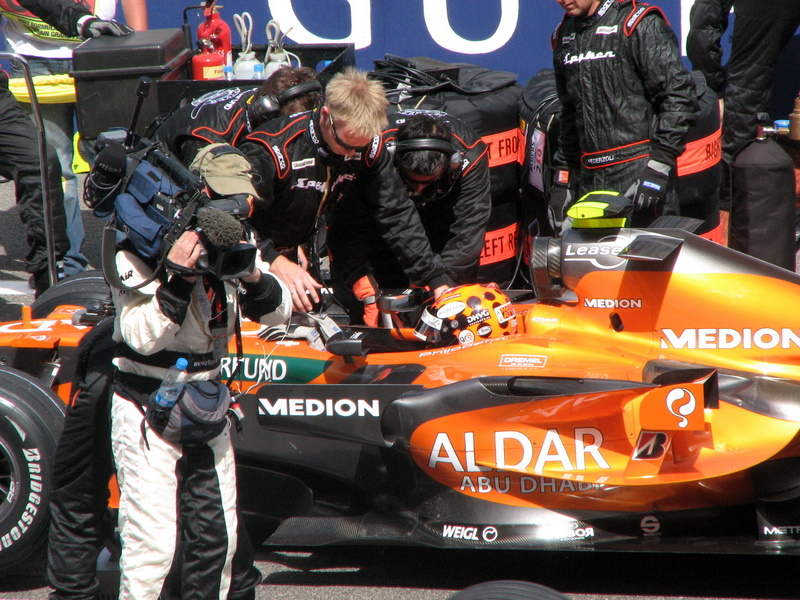
Christijan Albers s vozem Spyker F8-VII na startu Grand Prix Bahrajnu 2007

- McLaren-Mercedes získal s velkým předstihem španělského pilota a mistra světa z let 2005 a 2006, Fernanda Alonsa – novou tváří ve formuli 1 je vítěz šampionátu GP2 z roku 2006 Lewis Hamilton. Pedro de la Rosa se vrátil do role třetího pilota společně s Gary Paffettem, který v roce 2007 závodil také v DTM s vozem Mercedes v týmu Persson.
- Renault, ztratil španělského pilota, na místo týmové jedničky postoupil Giancarlo Fisichella a funkci dvojky plnil finský pilot Heikki Kovalainen. Na postech testovacích pilotů byli Brazilci Nelson Piquet jr., syn Nelsona, který se dobře prezentoval v roce 2006 v GP2, a Ricardo Zonta který zároveň závodil v Stock Cars.
- Ferrari angažovalo Kimiho Räikkönena jako plnohodnotnou náhradu za Michaela Schumachera. Na druhém postu potvrdilo dosavadního pilota Felipe Massu, jako testovací piloti zůstávají Luca Badoer a Marc Gené.
- Honda potvrdila stávající dvojici Jenson Button a Rubens Barrichello, na pozici třetího pilota povolala rakouského pilota Christiana Kliena dále Brity Jamese Rossitera (pro první tři závody) a Mike Conwaye. Posledně jmenovaný závodil i v GP2 v týmu Supernova Racing.

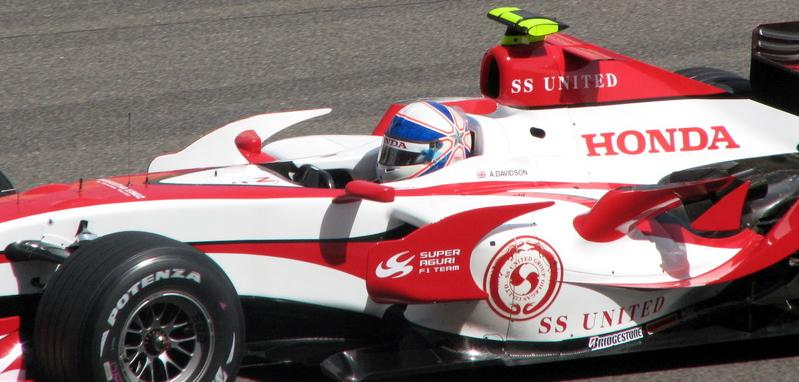
Anthony Davidson s vozem Super Aguri

- BMW Sauber potvrdil stávající dvojici Nick Heidfeld a Robert Kubica. Sebastian Vettel se stal třetím pilotem, který nahradil v jedné Grand Prix Roberta Kubicu. Dalším testovacím pilotem byl jmenován Timo Glock, který byl zaměstnán i závoděním v GP2 v týmu iSport International.
- Toyota byla dalším týmem, který svou jezdeckou dvojici nezměnil a tak Ralf Schumacher a Jarno Trulli získali post závodních pilotů. Franck Montagny, který přišel ze Super Aguri doplnil dvojici japonských pilotů, Kóhei Hirate a Kamui Kobajaši na postu třetích pilotů.
- Williams nahradil místo po odchodu Marka Webbera rakouským pilotem Alexanderem Wurzem. Wurz nezávodil od roku 2000, pokud nebudeme počítat závod v roce 2005 když nahradil Montoyu. Dále potvrdil stávajícího pilota Nico Rosberga a jako třetí piloty Naraina Karthikeyana a Kazukiho Nakadžimu.
- Red Bull Racing oznámil jezdecké složení David Coulthard a Mark Webber, který nahradil Christiana Kliena. Robert Doornbos, nejprve potvrzený jako třetí pilot, oznámil že bude závodit v americké sérii Champ Car v týmu Minardi Team USA. Na místo třetího pilota byl angažován německý pilot Michael Ammermüller, který zároveň závodil v GP2 v týmu ART Grand Prix.

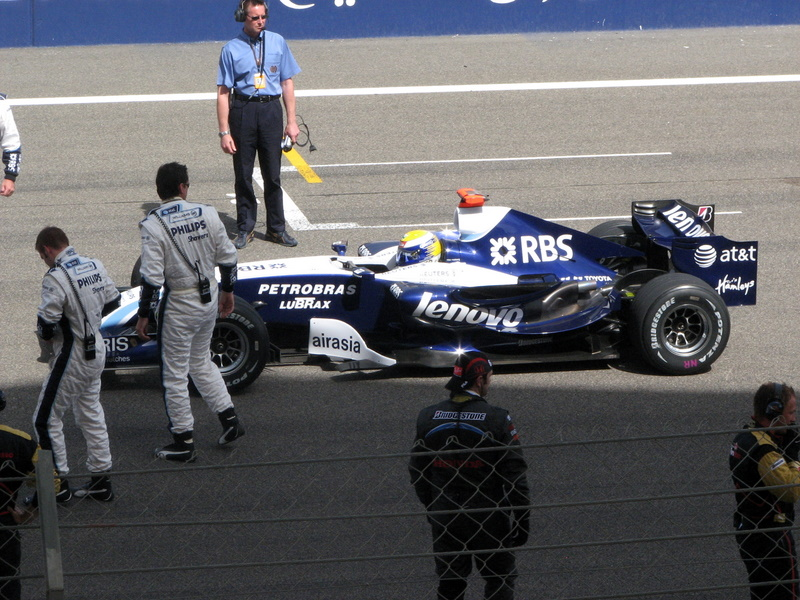
Nico Rosberg s vozem Williams

- Super Aguri potvrdilo Takumu Sata a angažovalo Anthony Davidsona na místo po Sakona Yamamota, který zůstal u týmu místo třetího pilota a závodil v GP2 za tým BCN Competicion.
- Nizozemský tým Spyker s motory od Ferrari potvrdil Christijana Alberse a angažoval Adriana Sutila, který nahradil portugalského pilota Tiago Monteira. Fairuz Fauzy, ze série World Series by Renault získal post třetího pilota spolu s Adrianem Vallesem a Markusem Winkelhockem. Z počátku bylo zmiňováno i jméno dalšího nizozemského pilota Gieda van der Gardeho, později se ukázalo, že měl podepsán kontrakt i s týmem Super Aguri, a vše bylo odvoláno. Van Der Garde nakonec jezdil ve World Series by Renault v týmu Victory Engineering.
- Toro Rosso, potvrdil těsně před začátkem sezony jezdeckou sestavu Vitantonio Liuzzi a Scott Speed. Během prvních třech Grand Prix tým neměl třetího pilota, později byl do této funkce nasazen Ernesto Viso, několikrát bylo zmiňováno i jméno několikanásobného šampióna americké série Champ Car Sebastiena Bourdaise a Roberta Doornbose. Během sezóny došlo v týmu k rozepři se Scottem Speedem, kterého nahradil Sebastian Vettel, který působil v týmu BMW jako testovací pilot.

### Představení vozů

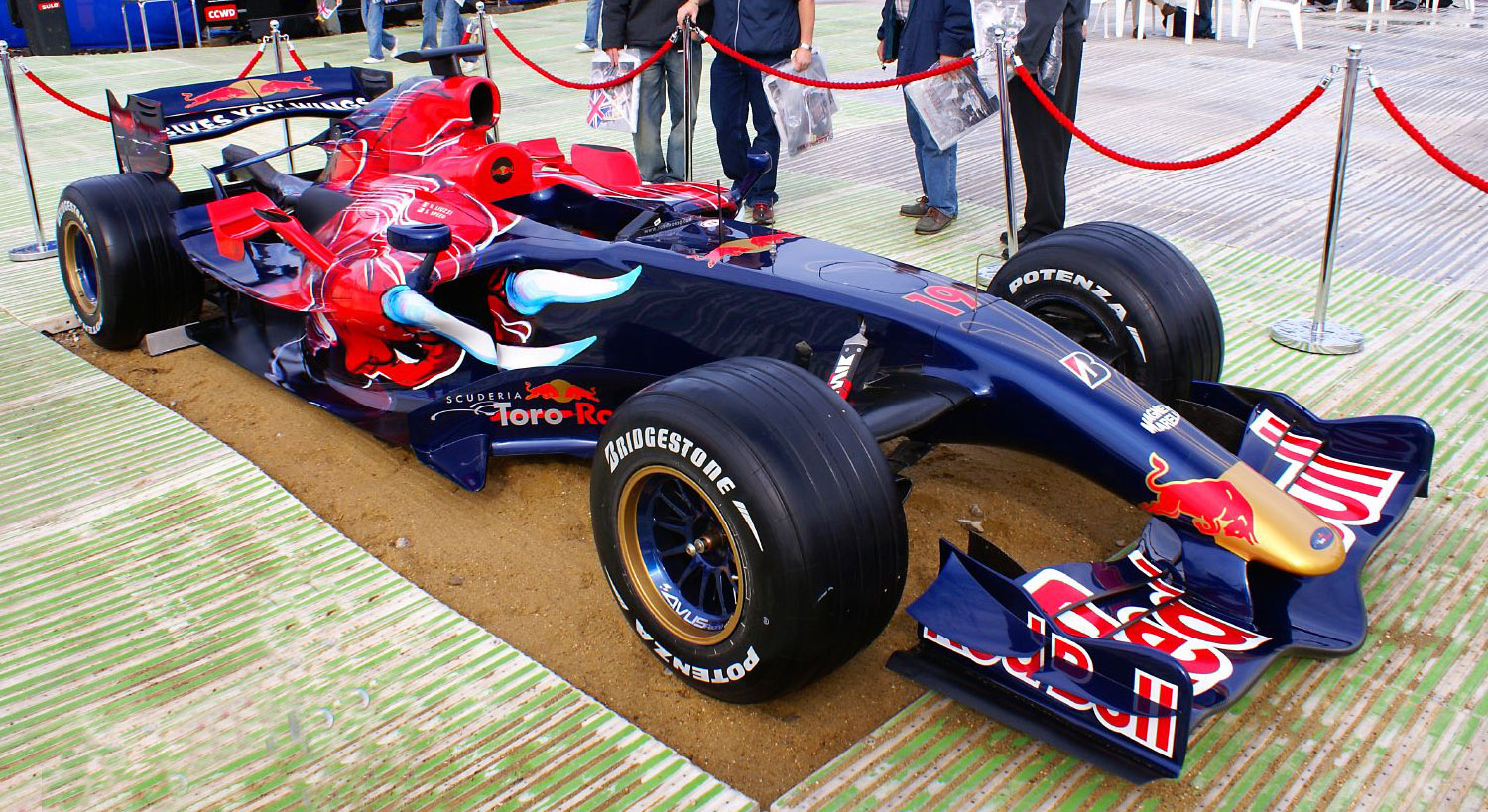
Toro Rosso STR2

| Tým                         | Šasi   | Datum      | Místo                                  |
| --------------------------- | ------ | ---------- | -------------------------------------- |
| Toyota                      | TF107  | 12. leden  | Kolín nad Rýnem, Německo               |
| Ferrari                     | F2007  | 14. leden  | Circuito di Fiorano, Maranello, Itálie |
| McLaren-Mercedes            | MP4-22 | 15. leden  | Valencia, Španělsko                    |
| BMW Sauber                  | F1.07  | 16. leden  | Valencia, Španělsko                    |
| Renault                     | R27    | 24. leden  | Amsterdam, Nizozemsko                  |
| Red Bull-Renault            | RB3    | 26. leden  | Circuit de Catalunya, Španělsko        |
| Williams-Toyota             | FW29   | 2. únor    | Grove/Oxfordshire, Spojené království  |
| Spyker-Ferrari              | F8-VII | 5. únor    | Silverstone, Spojené království        |
| Scuderia Toro Rosso-Ferrari | STR02  | 13. únor   | Circuit de Catalunya, Španělsko        |
| Honda                       | RA107  | 26. únor   | Londýn, Spojené království             |
| Super Aguri-Honda           | SA07   | 14. březen | Melbourne, Austrálie                   |

### Týmy
- McLaren se přejmenoval na Vodafone McLaren Mercedes poté, co podepsal smlouvu s nizozemskou telekomunikační společností, která odešla od konkurenčního týmu Ferrari, která tak získalo nové prostředky od společnosti Telecom Italia (značka Alice).
- Změny nastali i v organizační složce Ferrari, Jean Todt se stal generálním ředitelem, nahradil tak Luca Baldisseri, zatímco technický ředitel Ross Brawn oznámil roční pauzu po 10 letech strávených u italského týmu.[6]
- 9. září 2006 byl tým MF1 Racing oficiálně prodán arabsko-nizozemskému konsorciu vedenému internetovým magnátem a konstruktérem sportovních vozů Micheilem Molem s vozem, který bude vyrábět Spyker Cars.[7] Vozy Spyker dostaly novou barevnou podobu, která vychází z Spyker Squadron, který závodí v sérii LMES.[8] Tým Midland dokončí sezonu dle dohody a regulí v Concordské dohodě, pod provizorním jménem Spyker MF1 Team. 24. října, nizozemský tým oznámil změnu jména ze Spyker MF1 Team na Spyker F1 v sezóně 2007.[9] [10] 30. září, bylo potvrzeno, že dodavatelem motorů zůstane i nadále Ferrari. 15. března 2007 Spyker zveřejnil nového sponzora týmu, leteckou společnost Etihad Airways.[11]
- Sponzor Mild Seven neobnovil kontrakt se stájí Renault a po 12 letech spolupráce opouští kolotoč formule 1.[12] 16. října, francouzský tým potvrzuje jako hlavního sponzora bankovní společnost ING.[13]
- Lucky Strike, z koncernu British American Tobacco jenž dlouhá léta podporoval tým B.A.R a poté i tým Honda zmizel ze scény formule 1. Honda se rozhodla pro zcela odlišnou cestu než většina týmů, 26. února v Londýně, představitelé japonského výrobce oznámili, že jejich tým v následující sezóně pojede v novém kabátě pojmenovaném "Earth Livery" na voze RA107, je to poprvé od roku 1968], kdy tým jezdil bez sponzorů.[14] Při testech 25. ledna na španělském okruhu Catalogna se Honda představila v provizorním černém provedení karoserie pouze s nápisem Honda.
- Williams změnil dodavatele motorů, z Cosworthu přešel k výrobci Toyota se kterým uzavřel kontrakt na tři roky.[15] Toyota se smluvně zavázala, že bude dodávat týmu Williams totožnou specifikaci jako pro mateřský tým. Williams také oznámil, že se 20. října dohodl na se společností AT&T, která se tak stala hlavním sponzorem týmu.[16]
- Situace ohledně dodavatelů motoru v Red Bullu dostal jasnou podobu 31. října, tým Red Bull Racing pro sezonu 2007 bude používat pohonnou jednotku od Renaultu, zatímco Toro Rosso bude poháněno motorem Ferrari.[17]
- Toro Rosso čelilo nemalým problémům s představením svého vozu, které bylo plánováno na 6. února, nejprve bylo odložena o několik dnů a později potvrzeno na 13. února. Oficiálním důvodem opožděné prezentace byly problémy s adaptací a přesným umístěním nového motoru od Ferrari. Aby toho nebylo málo, 29. ledna 2007 Frank Williams, majitel stejnojmenného týmu, zahájil tažení proti týmu se sídlem ve městě Faenza. Důvodem jeho protestu bylo podezření, že Toro Rosso používá zákaznická šasi shodné s monopostem Red Bull RB3, který vytvořil Adrian Newey. Podle Williamse, je to krok který se neslučuje s Concordskou dohodou, která zakazuje konstruktérům prodej monopostu jinému, konkurenčnímu týmu. Spyker oznámil, že stejným způsobem bude postupovat proti týmu Super Aguri jenž údajně používá shodné šasi jako Honda.
- Prvním týmem, který představil svůj nový monopost byla japonská Toyota 12. ledna, zatímco Super Aguri byl týmem posledním; jejich model, la SA07, byl představen až 14. března, jen čtyři dny před úvodní Grand Prix v Austrálii. Super Aguri měl svůj vůz představit během únorových testů v Bahrajnu, ale gonokok neprošel crash-testem, který vyžaduje FIA.

## Velké ceny
| Datum               | Grand Prix                                  | Náhled | Akce            | Jezdec                  | Vůz                     | Stav MS         |
| ------------------- | ------------------------------------------- | ------ | --------------- | ----------------------- | ----------------------- | --------------- |
| 1. GP 18. březen    | Austrálie Albert Park (Výsledky)            |        | Závod           | Kimi Räikkönen          | Ferrari F2007           | Kimi Räikkönen  |
| 1. GP 18. březen    | Austrálie Albert Park (Výsledky)            | Kolo   | Kimi Räikkönen  | Ferrari F2007           |                         | Kimi Räikkönen  |
| 1. GP 18. březen    | Austrálie Albert Park (Výsledky)            | Pole   | Kimi Räikkönen  | Ferrari F2007           |                         | Kimi Räikkönen  |
| 2. GP 8. duben      | Malajsie Sepang (Výsledky)                  |        | Závod           | Fernando Alonso         | McLaren-Mercedes MP4-22 | Fernando Alonso |
| 2. GP 8. duben      | Malajsie Sepang (Výsledky)                  | Kolo   | Lewis Hamilton  | McLaren-Mercedes MP4-22 |                         | Fernando Alonso |
| 2. GP 8. duben      | Malajsie Sepang (Výsledky)                  | Pole   | Felipe Massa    | Ferrari F2007           |                         | Fernando Alonso |
| 3. GP 15. duben     | Bahrajn Sakhir (Výsledky)                   |        | Závod           | Felipe Massa            | Ferrari F2007           | Fernando Alonso |
| 3. GP 15. duben     | Bahrajn Sakhir (Výsledky)                   | Kolo   | Felipe Massa    | Ferrari F2007           |                         | Fernando Alonso |
| 3. GP 15. duben     | Bahrajn Sakhir (Výsledky)                   | Pole   | Felipe Massa    | Ferrari F2007           |                         | Fernando Alonso |
| 4. GP 13. květen    | Španělsko Circuit de Catalunya (Výsledky)   |        | Závod           | Felipe Massa            | Ferrari F2007           | Lewis Hamilton  |
| 4. GP 13. květen    | Španělsko Circuit de Catalunya (Výsledky)   | Kolo   | Felipe Massa    | Ferrari F2007           |                         | Lewis Hamilton  |
| 4. GP 13. květen    | Španělsko Circuit de Catalunya (Výsledky)   | Pole   | Felipe Massa    | Ferrari F2007           |                         | Lewis Hamilton  |
| 5. GP 27. květen    | Monako Circuit de Monaco (Výsledky)         |        | Závod           | Fernando Alonso         | McLaren-Mercedes MP4-22 | Fernando Alonso |
| 5. GP 27. květen    | Monako Circuit de Monaco (Výsledky)         | Kolo   | Fernando Alonso | McLaren-Mercedes MP4-22 |                         | Fernando Alonso |
| 5. GP 27. květen    | Monako Circuit de Monaco (Výsledky)         | Pole   | Fernando Alonso | McLaren-Mercedes MP4-22 |                         | Fernando Alonso |
| 6. GP 10. červen    | Kanada Circuit Gilles Villeneuve (Výsledky) |        | Závod           | Lewis Hamilton          | McLaren-Mercedes MP4-22 | Lewis Hamilton  |
| 6. GP 10. červen    | Kanada Circuit Gilles Villeneuve (Výsledky) | Kolo   | Fernando Alonso | McLaren-Mercedes MP4-22 |                         | Lewis Hamilton  |
| 6. GP 10. červen    | Kanada Circuit Gilles Villeneuve (Výsledky) | Pole   | Lewis Hamilton  | McLaren-Mercedes MP4-22 |                         | Lewis Hamilton  |
| 7. GP 17. červen    | USA Indianapolis (Výsledky)                 |        | Závod           | Lewis Hamilton          | McLaren-Mercedes MP4-22 | Lewis Hamilton  |
| 7. GP 17. červen    | USA Indianapolis (Výsledky)                 | Kolo   | Kimi Räikkönen  | Ferrari F2007           |                         | Lewis Hamilton  |
| 7. GP 17. červen    | USA Indianapolis (Výsledky)                 | Pole   | Lewis Hamilton  | McLaren-Mercedes MP4-22 |                         | Lewis Hamilton  |
| 8. GP 1. červenec   | Francie Magny-Cours (Výsledky)              |        | Závod           | Kimi Räikkönen          | Ferrari F2007           | Lewis Hamilton  |
| 8. GP 1. červenec   | Francie Magny-Cours (Výsledky)              | Kolo   | Felipe Massa    | Ferrari F2007           |                         | Lewis Hamilton  |
| 8. GP 1. červenec   | Francie Magny-Cours (Výsledky)              | Pole   | Felipe Massa    | Ferrari F2007           |                         | Lewis Hamilton  |
| 9. GP 8. červenec   | Velká Británie Silverstone (Výsledky)       |        | Závod           | Kimi Räikkönen          | Ferrari F2007           | Lewis Hamilton  |
| 9. GP 8. červenec   | Velká Británie Silverstone (Výsledky)       | Kolo   | Kimi Räikkönen  | Ferrari F2007           |                         | Lewis Hamilton  |
| 9. GP 8. červenec   | Velká Británie Silverstone (Výsledky)       | Pole   | Lewis Hamilton  | McLaren-Mercedes MP4-22 |                         | Lewis Hamilton  |
| 10. GP 22. červenec | Evropa Nürburgring (Výsledky)               |        | Závod           | Fernando Alonso         | McLaren-Mercedes MP4-22 | Lewis Hamilton  |
| 10. GP 22. červenec | Evropa Nürburgring (Výsledky)               | Kolo   | Felipe Massa    | Ferrari F2007           |                         | Lewis Hamilton  |
| 10. GP 22. červenec | Evropa Nürburgring (Výsledky)               | Pole   | Kimi Räikkönen  | Ferrari F2007           |                         | Lewis Hamilton  |
| 11. GP 5. srpen     | Maďarsko Hungaroring (Výsledky)             |        | Závod           | Lewis Hamilton          | McLaren-Mercedes MP4-22 | Lewis Hamilton  |
| 11. GP 5. srpen     | Maďarsko Hungaroring (Výsledky)             | Kolo   | Kimi Räikkönen  | Ferrari F2007           |                         | Lewis Hamilton  |
| 11. GP 5. srpen     | Maďarsko Hungaroring (Výsledky)             | Pole   | Lewis Hamilton  | McLaren-Mercedes MP4-22 |                         | Lewis Hamilton  |
| 12. GP 26. srpen    | Turecko Istanbul Park (Výsledky)            |        | Závod           | Felipe Massa            | Ferrari F2007           | Lewis Hamilton  |
| 12. GP 26. srpen    | Turecko Istanbul Park (Výsledky)            | Kolo   | Kimi Räikkönen  | Ferrari F2007           |                         | Lewis Hamilton  |
| 12. GP 26. srpen    | Turecko Istanbul Park (Výsledky)            | Pole   | Felipe Massa    | Ferrari F2007           |                         | Lewis Hamilton  |
| 13. GP 9. září      | Itálie Monza (Výsledky)                     |        | Závod           | Fernando Alonso         | McLaren-Mercedes MP4-22 | Lewis Hamilton  |
| 13. GP 9. září      | Itálie Monza (Výsledky)                     | Kolo   | Fernando Alonso | McLaren-Mercedes MP4-22 |                         | Lewis Hamilton  |
| 13. GP 9. září      | Itálie Monza (Výsledky)                     | Pole   | Fernando Alonso | McLaren-Mercedes MP4-22 |                         | Lewis Hamilton  |
| 14. GP 16. září     | Belgie Spa-Francorchamps (Výsledky)         |        | Závod           | Kimi Räikkönen          | Ferrari F2007           | Lewis Hamilton  |
| 14. GP 16. září     | Belgie Spa-Francorchamps (Výsledky)         | Kolo   | Felipe Massa    | Ferrari F2007           |                         | Lewis Hamilton  |
| 14. GP 16. září     | Belgie Spa-Francorchamps (Výsledky)         | Pole   | Kimi Räikkönen  | Ferrari F2007           |                         | Lewis Hamilton  |
| 15. GP 30. září     | Japonsko Fuji (Výsledky)                    |        | Závod           | Lewis Hamilton          | McLaren-Mercedes MP4-22 | Lewis Hamilton  |
| 15. GP 30. září     | Japonsko Fuji (Výsledky)                    | Kolo   | Lewis Hamilton  | McLaren-Mercedes MP4-22 |                         | Lewis Hamilton  |
| 15. GP 30. září     | Japonsko Fuji (Výsledky)                    | Pole   | Lewis Hamilton  | McLaren-Mercedes MP4-22 |                         | Lewis Hamilton  |
| 16. GP 7. říjen     | Čína Shanghai (Výsledky)                    |        | Závod           | Kimi Räikkönen          | Ferrari F2007           | Lewis Hamilton  |
| 16. GP 7. říjen     | Čína Shanghai (Výsledky)                    | Kolo   | Felipe Massa    | Ferrari F2007           |                         | Lewis Hamilton  |
| 16. GP 7. říjen     | Čína Shanghai (Výsledky)                    | Pole   | Lewis Hamilton  | McLaren-Mercedes MP4-22 |                         | Lewis Hamilton  |
| 17. GP 21. říjen    | Brazílie Interlagos (Výsledky)              |        | Závod           | Kimi Räikkönen          | Ferrari F2007           | Kimi Räikkönen  |
| 17. GP 21. říjen    | Brazílie Interlagos (Výsledky)              | Kolo   | Kimi Räikkönen  | Ferrari F2007           |                         | Kimi Räikkönen  |
| 17. GP 21. říjen    | Brazílie Interlagos (Výsledky)              | Pole   | Felipe Massa    | Ferrari F2007           |                         | Kimi Räikkönen  |

### Začátek
Úvodní závod sezóny přivítala znovu Austrálie a to 16. března; byl to první závod od Grand Prix Španělska 1986 ve kterém na startu chyběl motor Cosworth. Již v kvalifikaci se strhla bitva o pole position, jejímiž aktéry byli Kimi Räikkönen a Fernando Alonso. Jako úspěšnější z této fáze závodního víkendu vyšel pilot Ferrari; což potvrdil také v závodě, ve kterém dominoval od prvního do posledního kola, zatímco jeho rival Alonso musel odolávat útokům týmového kolegy a nováčka v týmu Hamiltona, který se po první zatáčce dostal před španělského pilota a zůstal před ním víc než polovinu závodu. Nakonec, díky hazardní strategii při pit stopu, získal zpět druhou pozici, kterou udržel až do konce. Hamilton při své premiéře dojel na třetím místě, na dalších bodovaných místech se umístili Nick Heidfeld (4.), Giancarlo Fisichella (5.), Felipe Massa (6.), Nico Rosberg (7.) a Ralf Schumacher (8.). V závodě se perfektním výkonem blýskl i Massa, který startoval z 16. pozice na startu, kam byl posunut za výměnu převodovky a v cíli byl klasifikován na 6. místě. Zklamáním byl Robert Kubica, který poté, co v závodě jezdil před svým kolegou Heidfeldem, musel odstoupit pro poruchu převodovky. Závod plný menších výletů mimo trať zažili Heikki Kovalainen a Adrian Sutil, ale také Christijan Albers e Scott Speed. David Coulthard a Alexander Wurz byli protagonisti poněkud zvláštní nehody, která se obešla bez vážných následků pro oba zúčastněné.

### Sepang

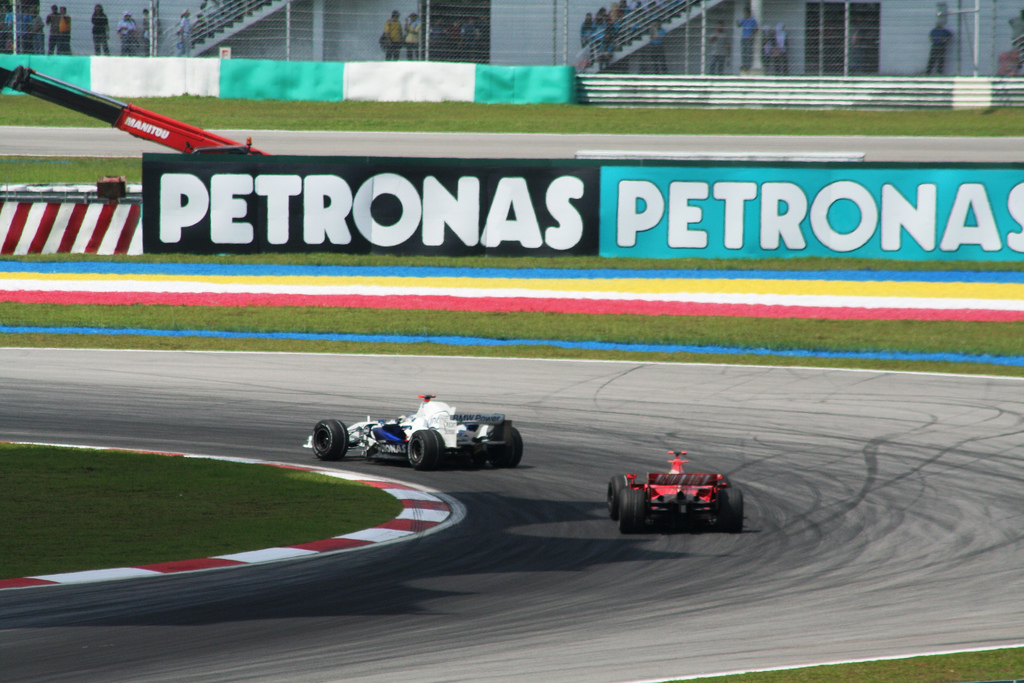
Felipe Massa se snaží předjet Nicka Heidfelda při Grand Prix Malajsie 2007.

McLaren se snažil o odvetu z Austrálie a v druhém závodě sezóny kterým byla Grand Prix Malajsie chtěl zvítězit. V kvalifikaci ovšem částečně nestačili na Ferrari, Felipe Massa a Kimi Raikkonen obsadili první respektive třetí místo, zatímco Fernando Alonso a Lewis Hamilton skončili na druhém a čtvrtém místě. Start se vůbec nepovedl Ferrari a do čela se tak dostal McLaren a tuto pozici již během závodu nikomu nepřepustil. Po několika pokusech o předjetí chyboval Massa a dostal se tak na okamžik mimo dráhu, když se vrátil zpět ocitl se na devátém místě. Räikkönen se během celého závodu snažil o předjetí Hamiltona a rozdělení obou vozu McLaren, ale jeho snaha se míjí účinkem, i když i během posledních kol nepříjemně dotírá na Hamiltona. Závod končí doublem McLaren, zvítězil Alonso v závěsu s Hamiltonem, třetí je Räikkönen. Na dalších místech dojíždí Nick Heidfeld, Felipe Massa, Giancarlo Fisichella, Jarno Trulli a Heikki Kovalainen. Překvapením začátku sezóny je Hamilton: který ve dvou závodech dvakrát vystoupil na stupně vítězů. Ze závodu odstoupili Nico Rosberg, Adrian Sutil, David Coulthard a Christijan Albers; za zmínku stojí i umístění týmu Renault, který není tak silný jako v předešlé sezóně. Výborně znovu zajelo BMW Sauber, které se tak pasovalo do třetího nejsilnějšího týmu šampionátu. Robert Kubica se znovu musel vypořádat s technickými problémy, které ho během závodu potkaly.

### Bahrajn

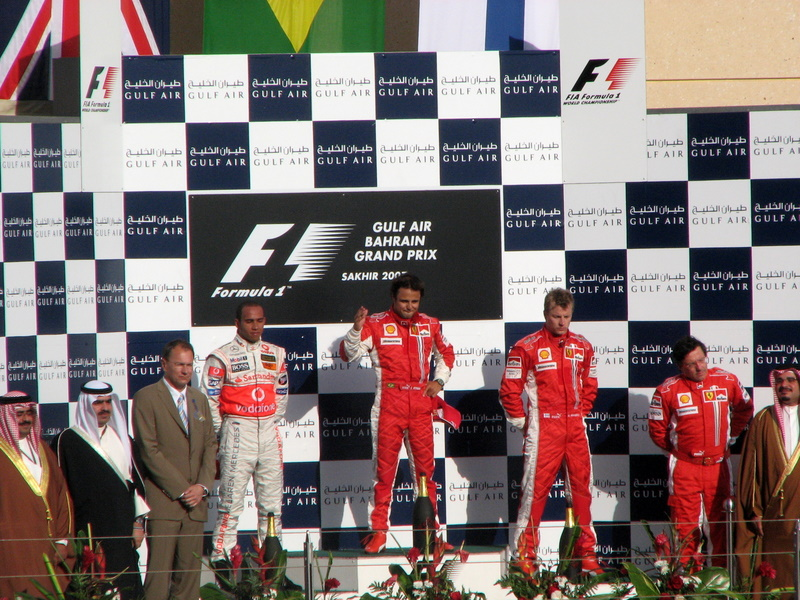
Podium Grand Prix Bahrajnu 2007. Lewis Hamilton, Felipe Massa, Kimi Raikkonen a Luca Baldisseri.

Ve třetím závodě Ferrari vrátilo úder a dominovalo celému víkendu včetně kvalifikace. Felipe Massa povzbuzen výsledky z tréninků získal pole position, nejrychlejší kolo v závodě a nakonec i vítězství v Grand Prix Bahrajnu. Hned po startu Massa nedal nikomu šanci a ujal se vedení, které si udržel až do cíle. Na druhém místě se umístil Lewis Hamilton, který se tak stal jedním z nejlepších nováčků ve formuli 1, když v prvních třech závodech kariéry získal tři pódiová umístění. Třetím mužem v cíli byl Kimi Räikkönen, čtvrté místo získal překvapivě Nick Heidfeld s vozem BMW který se dokázal protlačit před Fernanda Alonsa (klasifikován na 5. místě) v jediném důležitém předjížděním manévru během závodu. Kubica, poprvé v sezóně boduje a náležitě si to užívá, zatímco Jarno Trulli a Giancarlo Fisichella na sedmém respektive osmém místě neskrývají zklamání. V závodě je zaznamenáno šest odpadlíků; nešťastný David Coulthard, autor neslavného prvenství, ve třech závodech třikrát odstoupil. Tento závod ukázal jaké je rozložení sil ve startovním poli a kde je třeba hledat kandidáta na titul: McLaren a Ferrari, s BMW za zády a možná také Renault, který zatím hledá správné nastavení vozu a hlavně rychlost. V průběžné kvalifikaci pilotů nastala situace, která se nastala od sezóny 1950; do čela šampionátu se dostali hned tři piloti se shodným počtem 22, Fernando Alonso, Kimi Raikkonen a Lewis Hamilton. V roce 1950 to byli Giuseppe Farina, Juan Manuel Fangio a Johnnie Parsons s 9 body, i když posledně jmenovaný se zúčastnil jen závodu na 500 mil v Indianapolis . V poháru konstruktérů McLaren získal náskok 5 bodů před Ferrari. Po tomto závodě následovala měsíční pauza, způsobená nezařazením Grand Prix San Marina do kalendáře.

### První evropská Grand Prix

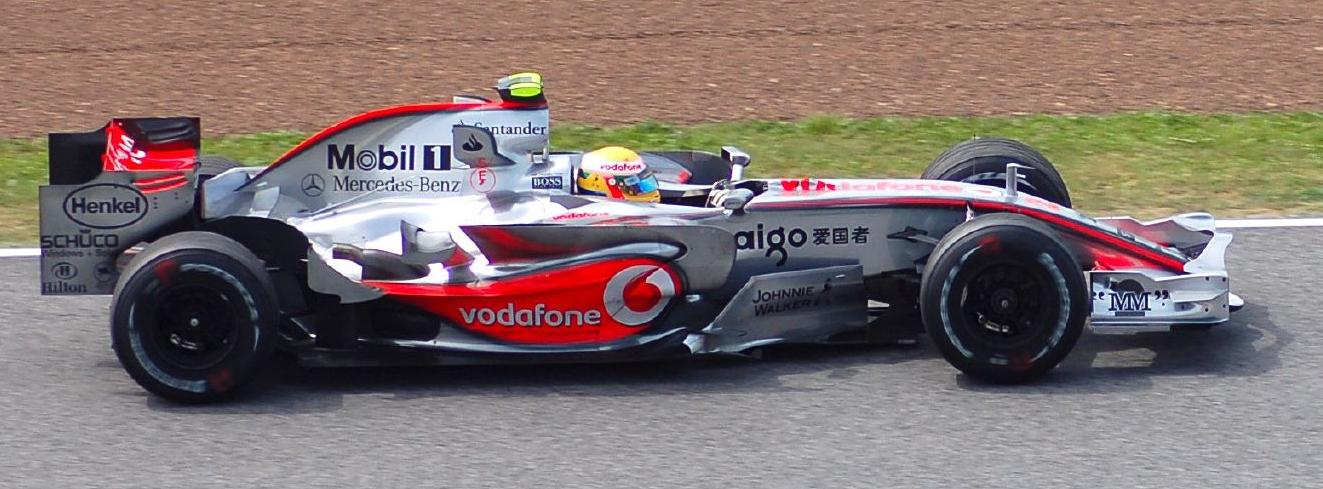
Lewis Hamilton ve voze McLaren během Grand Prix Španělska 2007.

První tři závody měly tři různé vítěze, Grand Prix Španělska ale přála vítězi posledního závodu Massovi, a tak Ferrari mohlo slavit už třetí vítězství v sezóně. Felipe Massa si počínal bezchybně již v kvalifikaci a za svými zády nechal všechny své pronásledovatele včetně svých největších konkurentů v boji o titul. Fernando Alonso, Kimi Räikkönen a Hamilton se seřadili na startovním roštu přesně v tomto pořadí. Hned po startu se do čela vrhl Massa, zatímco Räikkönen na startu zaváhal a dostal se před něho Hamilton. Alonso se hned v první zatáčce dostal mimo trať a přenechal svou pozici týmovému kolegovi, stihl se však vrátit před druhým Ferrari. Räikkönen, se trápil a devátém kole musel odstoupit pro problémy s elektronikou. V závodě s přehledem zvítězil Felipe Massa, druhý byl opět Hamilton a třetí Alonso. Další pořadí bylo Robert Kubica (4.), David Coulthard (5.), Nico Rosberg (6.), Heikki Kovalainen (7.) a bodovanou osmičku uzavřel Takuma Sató, který tak získal první bod pro tým Super Aguri.
Na konci tohoto závodu Super Aguri oznámilo jméno nového testovacího pilota, jimž se stal James Rossiter.

### Monako

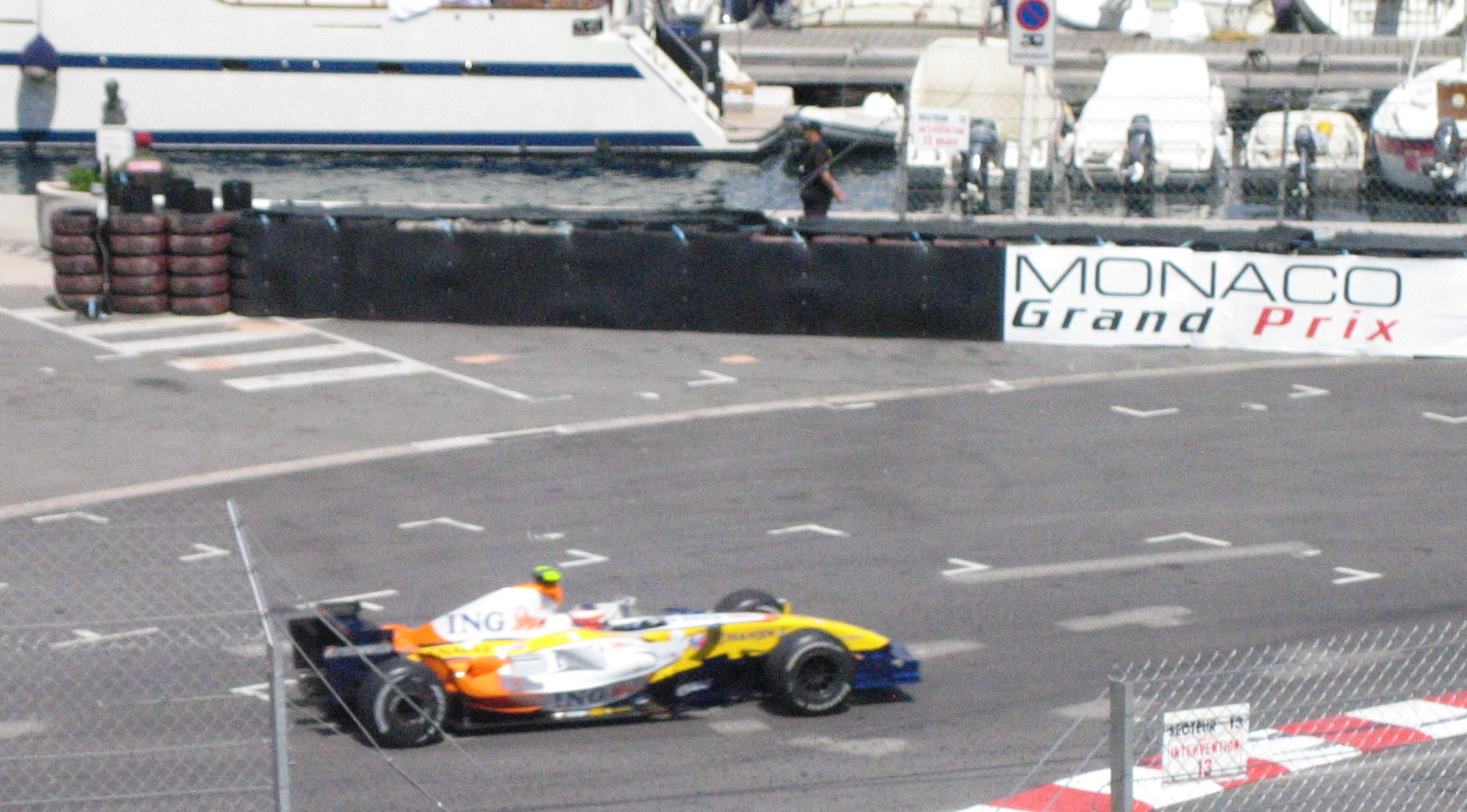
Kovalainen ve voze Renault.

Pátým podnikem sezóny byla tradiční Grand Prix Monaka. Začátek víkendu se nepovedl Ferrari: Kimi Räikkönen, z důvodu poškození vozu během první sekce, kdy jeho vůz skončil ve zdi a nemohl se tak účastnit dalších částí kvalifikace. To znamenalo, že startoval až ze 16. pozice na startu, což je na trati jakou je Monte Carlo, téměř nemožné pomýšlet na dobrý výsledek. Zatímco Massa dokázal držet krok s konkurencí a zajistil si třetí pozici na startu. McLaren v kvalifikaci dominoval a zajistil si tak pro nedělní závod první řadu, s Alonsem a Hamiltonem. Během závodu, v úzkých uličkách města, bylo téměř nemožné předjíždět a tak v závodě stejně jako v kvalifikaci dominovala stáj McLaren. Již během závodu se objevily hlasy o ovlivňování výsledku a šéf týmu Ron Dennis tak musel čelit obvinění z týmové režie.
Felipe Massa dojel na třetím místě, na čtvrtém místě dojel Giancarlo Fisichella, pátý byl Robert Kubica, šestý Nick Heidfeld, sedmý Wurz a osmý nakonec zklamaný Kimi Räikkönen. Boj o titul byl i po tomto závodě zcela vyrovnaný: Alonso a Hamilton v čele šampionátu se 38 body, Massa se 33 body na dalším místě a Räikkönen, zůstává s 23 body na čtvrtém místě.

### Grand Prix Kanady
Po pěti závodech, ve kterých bylo pořadí v cíli téměř totožné s pořadím na startovním roštu, bez větších předjížděních manévrů, byl závod v Kanadě pestrým obohacením šampionátu. Závod byl plný duelů a předjíždění, byli jsme svědky několika menších výletů mimo trať a hrůzostrašně vypadající havárie Roberta Kubici. Safety Car se na trati objevil dokonce čtyřikrát. Lewis Hamilton poprvé ve své kariéře zvítězil a to dokonce z pole position. Druhé místo získal Nick Heidfeld na BMW, třetí byl Alexander Wurz s vozem Williams: je to poprvé co se na stupních vítězů objevil jiný tým než Ferrari nebo McLaren. Heikki Kovalainen získal čtvrté místo poté, co v kvalifikaci rozbil vůz o zeď, měnil motor a startoval z posledního místa. Takuma Sató se v závěrečných kolech dokázal skvělými manévry dostat jak před Ralfa Schumachera tak před Fernanda Alonsa a pro svůj tým Super Aguri získal další tři body. V závodě, který byl poznamenán několika výjezdy Safety Caru a ne zcela zažitými pravidly, byli diskvalifikování Giancarlo Fisichella a Felipe Massa, kteří vyjeli z pitlane v okamžiku, kdy na semaforu svítilo červené světlo. Nejdramatičtější okamžik celého závodu přišel ve 26. kole, kdy havaroval Robert Kubica. Přestože první zprávy hovořily o frakturách nohou, polský pilot jako zázrakem vyvázl z nehody bez zranění. Jarno Trulli měl v závěru problém s přítlakem a v jedné ze zatáček najel do zdi, zatímco Jenson Button odstoupil ze závodu v jeho samém začátku. Po této GP se situace v čele šampionátu změnila Hamilton se 48 body se vzdálil svým pronásledovatelům na 8 bodů, které ztrácí jeho týmový kolega Alonso. Oba jezdci Ferrari se propadli: Massa stále s 33 body a Räikkönen s 27.

### Indianapolis

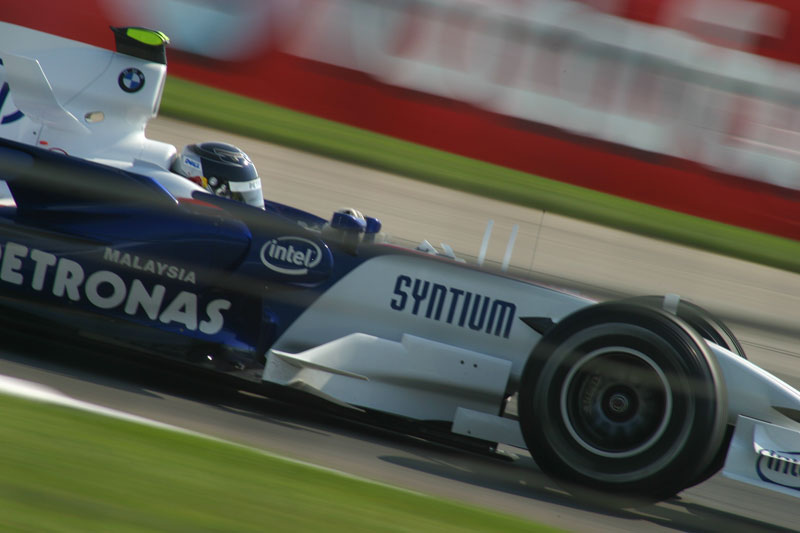
Sebastian Vettel zaskočil za Roberta Kubicu v monopostu BMW Sauber v Grand Prix USA

Týden po kanadské Grand Prix se seriál formule 1 přesunul do Indianapolis, dějiště Grand Prix USA. Hamilton dokázal podruhé ve formuli 1 zvítězit a to na okruhu, na kterém startoval poprvé. Tentokrát vítězství nepřišlo tak snadno jako před týdnem v Kanadě, na okruhu ve staré cihelně musel tvrdě odrážet útoky svého týmového kolegy Alonsa. Ferrari dorazilo do cíle hned po obou vozech McLaren v pořadí Felipe Massa a Kimi Räikkönen.
Již v kvalifikaci měly převahu vozy McLaren, v prvních dvou částech byl nejrychlejší Fernando Alonso, který ve druhé části kvalifikace zajel dokonce nejlepší čas, přesto v závěrečné části, do které nastoupilo deset nejrychlejších vozu, musel přenechat pole position svému týmovému kolegovi. Závod byl bohatý na předjíždění a bojovalo se dokonce i o poslední bodované místo: více než polovinu závodu bojovaly čtyři vozy o osmou příčku, kterou nakonec získal nováček Sebastian Vettel, který nastoupil do monopostu za Roberta Kubicu. Tímto výsledkem se stal Vettel nejmladším pilotem, který získal body v Grand Prix; bylo mu 19 let 11 měsíců a 14 dní. Bodově své konto vylepšili i Heikki Kovalainen, Jarno Trulli a Mark Webber. Ferrari, začalo citelně ztrácet na svého rivala McLaren, Hamilton zvýšil svůj náskok na Felipeho Massu o 20 bodů.

## Konečné hodnocení

### Piloti
| Legenda k tabulce | Legenda k tabulce                                                                       |
| Barva             | Výsledek                                                                                |
| ----------------- | --------------------------------------------------------------------------------------- |
| Zlatá             | Vítěz                                                                                   |
| Stříbrná          | 2. místo                                                                                |
| Bronzová          | 3. místo                                                                                |
| Zelená            | Bodované umístění                                                                       |
| Modrá             | Nebodované umístění                                                                     |
| Modrá             | Dokončil neklasifikován (NC)                                                            |
| Fialová           | Odstoupil (Ret)                                                                         |
| Červená           | Nekvalifikoval se (DNQ)                                                                 |
| Červená           | Nepředkvalifikoval se (DNPQ)                                                            |
| Černá             | Diskvalifikován (DSQ)                                                                   |
| Bílá              | Nestartoval (DNS)                                                                       |
| Bílá              | Závod zrušen (C)                                                                        |
| Světle modrá      | Pouze trénoval (PO)                                                                     |
| Světle modrá      | Páteční testovací jezdec (TD)                                                           |
| Bez barvy         | Netrénoval (DNP)                                                                        |
| Bez barvy         | Vyřazen (EX)                                                                            |
| Bez barvy         | Nepřijel (DNA)                                                                          |
| Bez barvy         | Odvolal účast (WD)                                                                      |
| Bez barvy         | Nezúčastnil se (prázdné)                                                                |
| Označení          | Význam                                                                                  |
| Tučnost           | Pole position                                                                           |
| Kurzíva           | Nejrychlejší kolo                                                                       |
| †                 | Jezdec nedojel do cíle, ale byl klasifikován, protože odjel více než 90 % délky závodu. |
| ‡                 | Byl udělován poloviční počet bodů, protože bylo odjeto méně než 75 % délky závodu.      |
| Horní index       | Umístění bodujících jezdců ve sprintu                                                   |

| *    | Pilot         | AUS | MAL | BAH | SPA | MON | CAN | USA | FRA | GBR | EUR | UNG | TUR | ITA | BEL | GIA | CIN | BRA | Body |
| ---- | ------------- | --- | --- | --- | --- | --- | --- | --- | --- | --- | --- | --- | --- | --- | --- | --- | --- | --- | ---- |
| 1    | Räikkönen     | 1   | 3   | 3   | Ret | 8   | 5   | 4   | 1   | 1   | Ret | 2   | 2   | 3   | 1   | 3   | 1   | 1   | 110  |
| 2    | Hamilton      | 3   | 2   | 2   | 2   | 2   | 1   | 1   | 3   | 3   | 9   | 1   | 5   | 2   | 4   | 1   | Ret | 7   | 109  |
| 3    | Alonso        | 2   | 1   | 5   | 3   | 1   | 7   | 2   | 7   | 2   | 1   | 4   | 3   | 1   | 3   | Ret | 2   | 3   | 109  |
| 4    | Massa         | 6   | 5   | 1   | 1   | 3   | DSQ | 3   | 2   | 5   | 2   | 13  | 1   | Ret | 2   | 6   | 3   | 2   | 94   |
| 5    | Heidfeld      | 4   | 4   | 4   | Ret | 6   | 2   | Ret | 5   | 6   | 6   | 3   | 4   | 4   | 5   | 14  | 7   | 6   | 61   |
| 6    | Kubica        | Ret | 18  | 6   | 4   | 5   | Ret |     | 4   | 4   | 7   | 5   | 8   | 5   | 9   | 7   | Ret | 5   | 39   |
| 7    | Kovalainen    | 10  | 8   | 9   | 7   | 13  | 4   | 5   | 15  | 7   | 8   | 8   | 6   | 7   | 8   | 2   | 9   | Ret | 30   |
| 8    | Fisichella    | 5   | 6   | 8   | 9   | 4   | DSQ | 9   | 6   | 8   | 10  | 12  | 9   | 12  | Ret | 5   | 11  | Ret | 21   |
| 9    | Rosberg       | 7   | Ret | 10  | 6   | 12  | 10  | 16* | 9   | 12  | Ret | 7   | 7   | 6   | 6   | Ret | 16  | 4   | 20   |
| 10   | Coulthard     | Ret | Ret | Ret | 5   | 14  | Ret | Ret | 13  | 11  | 5   | 11  | 10  | Ret | Ret | 4   | 8   | 9   | 14   |
| 11   | Wurz          | Ret | 9   | 11  | Ret | 7   | 3   | 10  | 14  | 13  | 4   | 14  | 10  | 13  | Ret | Ret | 12  |     | 13   |
| 12   | Webber        | 13  | 10  | Ret | Ret | Ret | 9   | 7   | 12  | Ret | 3   | 9   | Ret | 9   | 7   | Ret | 10  | Ret | 10   |
| 13   | Trulli        | 9   | 7   | 7   | Ret | 15  | Ret | 6   | Ret | Ret | 13  | 10  | 16  | 11  | 11  | 13  | 13  | 8   | 8    |
| 14   | Vettel        |     |     |     |     |     |     | 8   |     |     |     | 16  | 19  | 18  | Ret | Ret | 4   | Ret | 6    |
| 15   | Button        | 15  | 12  | Ret | 12  | 11  | Ret | 12  | 8   | 10  | Ret | Ret | 13  | 8   | Ret | 11  | 5   | Ret | 6    |
| 16   | R. Schumacher | 8   | 15  | 12  | Ret | 16  | 8   | Ret | 10  | Ret | Ret | 6   | 12  | 15  | 10  | Ret | Ret | 11  | 5    |
| 17   | Sato          | 12  | 13  | Ret | 8   | 17  | 6   | Ret | 16  | 14  | Ret | 15  | 18  | 16  | 15  | 15  | 14  | 12  | 4    |
| 18   | Liuzzi        | 14  | 17  | Ret | Ret | Ret | Ret | 17* | Ret | Ret | Ret | Ret | 15  | 17  | 12  | 9   | 6   | 13  | 3    |
| 19   | Sutil         | 17  | Ret | 15  | 13  | Ret | Ret | 14  | 17  | Ret | Ret | 17  | 21  | 19  | 14  | 8   | Ret | Ret | 1    |
| 20   | Barrichello   | 11  | 11  | 13  | 10  | 10  | 12  | Ret | 11  | 9   | 11  | 18  | 17  | 10  | 13  | 10  | 15  | Ret | 0    |
| 21   | Speed         | Ret | 14  | Ret | Ret | 9   | Ret | 13  | Ret | Ret | Ret |     |     |     |     |     |     |     | 0    |
| 22   | Davidson      | 16  | 16  | 16  | 11  | 18  | 11  | 11  | Ret | Ret | 12  | Ret | 14  | 14  | 16  | Ret | Ret | 14  | 0    |
| 23   | Albers        | Ret | Ret | 14  | 14  | Ret | Ret | 15  | Ret | Ret |     |     |     |     |     |     |     |     | 0    |
| 24   | Jamamoto      |     |     |     |     |     |     |     |     |     |     | Ret | 20  | 20  | 17  | 12  | 17  | Ret | 0    |
| 25   | Nakadžima     |     |     |     |     |     |     |     |     |     |     |     |     |     |     |     |     | 10  | 0    |
| n.c. | Winkelhock    |     |     |     |     |     |     |     |     |     | Ret |     |     |     |     |     |     |     | 0    |
| *    | Pilot         | AUS | MAL | BAH | SPA | MON | CAN | USA | FRA | GBR | EUR | UNG | TUR | ITA | BEL | GIA | CIN | BRA | Body |

### DHL Fastest Lap Award
- Kimi Räikkönen Ferrari - 6x zajel nejrychlejší kolo, 2x druhé nej. kolo a 3x třetí nej. kolo[19]
- Felipe Massa - 6x zajel nejrychlejší kolo, 2x druhé nej. kolo a 2x třetí nej. kolo

### Konstruktéři
| Legenda k tabulce | Legenda k tabulce                                                                       |
| Barva             | Výsledek                                                                                |
| ----------------- | --------------------------------------------------------------------------------------- |
| Zlatá             | Vítěz                                                                                   |
| Stříbrná          | 2. místo                                                                                |
| Bronzová          | 3. místo                                                                                |
| Zelená            | Bodované umístění                                                                       |
| Modrá             | Nebodované umístění                                                                     |
| Modrá             | Dokončil neklasifikován (NC)                                                            |
| Fialová           | Odstoupil (Ret)                                                                         |
| Červená           | Nekvalifikoval se (DNQ)                                                                 |
| Červená           | Nepředkvalifikoval se (DNPQ)                                                            |
| Černá             | Diskvalifikován (DSQ)                                                                   |
| Bílá              | Nestartoval (DNS)                                                                       |
| Bílá              | Závod zrušen (C)                                                                        |
| Světle modrá      | Pouze trénoval (PO)                                                                     |
| Světle modrá      | Páteční testovací jezdec (TD)                                                           |
| Bez barvy         | Netrénoval (DNP)                                                                        |
| Bez barvy         | Vyřazen (EX)                                                                            |
| Bez barvy         | Nepřijel (DNA)                                                                          |
| Bez barvy         | Odvolal účast (WD)                                                                      |
| Bez barvy         | Nezúčastnil se (prázdné)                                                                |
| Označení          | Význam                                                                                  |
| Tučnost           | Pole position                                                                           |
| Kurzíva           | Nejrychlejší kolo                                                                       |
| †                 | Jezdec nedojel do cíle, ale byl klasifikován, protože odjel více než 90 % délky závodu. |
| ‡                 | Byl udělován poloviční počet bodů, protože bylo odjeto méně než 75 % délky závodu.      |
| Horní index       | Umístění bodujících jezdců ve sprintu                                                   |

| *   | Konstruktér           | Pilot | AUS | MAL | BAH | SPA | MON | CAN | USA | FRA | GBR | EUR | UNG | TUR | ITA | BEL | GIA | CIN | BRA | Body |
| --- | --------------------- | ----- | --- | --- | --- | --- | --- | --- | --- | --- | --- | --- | --- | --- | --- | --- | --- | --- | --- | ---- |
| 1   | Ferrari               | 5     | 6   | 5   | 1   | 1   | 3   | DSQ | 3   | 2   | 5   | 2   | 13  | 1   | Ret | 2   | 6   | 3   | 2   | 204  |
| 1   | Ferrari               | 6     | 1   | 3   | 3   | Ret | 8   | 5   | 4   | 1   | 1   | Ret | 2   | 2   | 3   | 1   | 3   | 1   | 1   | 204  |
| 2   | BMW Sauber            | 9     | 4   | 4   | 4   | Ret | 6   | 2   | Ret | 5   | 6   | 6   | 3   | 4   | 4   | 5   | 14† | 7   | 6   | 101  |
| 2   | BMW Sauber            | 10    | Ret | 18  | 6   | 4   | 5   | Ret | 8   | 4   | 4   | 7   | 5   | 8   | 5   | 9   | 7   | Ret | 5   | 101  |
| 3   | Renault               | 3     | 5   | 6   | 8   | 9   | 4   | DSQ | 9   | 6   | 8   | 10  | 12  | 9   | 12  | Ret | 5   | 11  | Ret | 51   |
| 3   | Renault               | 4     | 10  | 8   | 9   | 7   | 13  | 4   | 5   | 15  | 7   | 8   | 8   | 6   | 7   | 8   | 2   | 9   | Ret | 51   |
| 4   | Williams-Toyota       | 16    | 7   | Ret | 10  | 6   | 12  | 10  | Ret | 9   | 12  | Ret | 7   | 7   | 6   | 6   | Ret | 16  | 4   | 33   |
| 4   | Williams-Toyota       | 17    | Ret | 9   | 11  | Ret | 7   | 3   | 10  | 14  | 13  | 4   | 14  | 11  | 13  | Ret | Ret | 12  | 10  | 33   |
| 5   | Red Bull-Renault      | 14    | Ret | Ret | Ret | 5   | 14  | Ret | Ret | 13  | 11  | 5   | 11  | 10  | Ret | Ret | 4   | 8   | 9   | 24   |
| 5   | Red Bull-Renault      | 15    | 13  | 10  | Ret | Ret | Ret | 9   | 7   | 12  | Ret | 3   | 9   | Ret | 9   | 7   | Ret | 10  | Ret | 24   |
| 6   | Toyota                | 11    | 8   | 15  | 12  | Ret | 16  | 8   | Ret | 10  | Ret | Ret | 6   | 12  | 15  | 10  | Ret | Ret | 11  | 13   |
| 6   | Toyota                | 12    | 9   | 7   | 7   | Ret | 15  | Ret | 6   | Ret | Ret | 13  | 10  | 16  | 11  | 11  | 13  | 13  | 8   | 13   |
| 7   | Toro Rosso-Ferrari    | 18    | 14  | 17  | Ret | Ret | Ret | Ret | 17  | Ret | 16  | Ret | Ret | 15  | 17  | 12  | 8*  | 6   | 13  | 8    |
| 7   | Toro Rosso-Ferrari    | 19    | Ret | 14  | Ret | Ret | 9   | Ret | 13  | Ret | Ret | Ret | 16  | 19  | 18  | Ret | Ret | 4   | Ret | 8    |
| 8   | Honda F1              | 7     | 15  | 12  | Ret | 12  | 11  | Ret | 12  | 8   | 10  | Ret | Ret | 13  | 8   | Ret | 11  | 5   | Ret | 6    |
| 8   | Honda F1              | 8     | 11  | 11  | 13  | 10  | 10  | 12  | Ret | 11  | 9   | 11  | 18  | 17  | 10  | 13  | 10  | 15  | Ret | 6    |
| 9   | Super Aguri-Honda F1  | 22    | 12  | 13  | Ret | 8   | 17  | 6   | Ret | 16  | 14  | Ret | 15  | 18  | 16  | 15  | 15† | 14  | 12  | 4    |
| 9   | Super Aguri-Honda F1  | 23    | 16  | 16  | 16  | 11  | 18  | 11  | 11  | Ret | Ret | 12  | Ret | 14  | 14  | 16  | Ret | Ret | 14  | 4    |
| 10  | Spyker-Ferrari        | 20    | 17  | Ret | 15  | 13  | Ret | Ret | 15  | 17  | Ret | Ret | 17  | 21  | 19  | 14  | 9*  | Ret | Ret | 1    |
| 10  | Spyker-Ferrari        | 21    | Ret | Ret | 14  | 14  | 19  | Ret | 14  | Ret | 15  | Ret | Ret | 20  | 20  | 17  | 12  | 17  | Ret | 1    |
| DSQ | Team McLaren-Mercedes | 1     | 2   | 1   | 5   | 3   | 1   | 7   | 2   | 7   | 2   | 1   | 4   | 3   | 1   | 3   | Ret | 2   | 3   | 0    |
| DSQ | Team McLaren-Mercedes | 2     | 3   | 2   | 2   | 2   | 2   | 1   | 1   | 3   | 3   | 9   | 1   | 5   | 2   | 4   | 1   | Ret | 7   | 0    |
| *   | Konstruktér           | Pilot | AUS | MAL | BAH | SPA | MON | CAN | USA | FRA | GBR | EUR | UNG | TUR | ITA | BEL | GIA | CIN | BRA | Body |

| Pos | Konstruktér  | Vůz    | Motor    | Pneu | Závod | Vítězství | Podium | Pole | Kolo | Body |
| --- | ------------ | ------ | -------- | ---- | ----- | --------- | ------ | ---- | ---- | ---- |
| 1   | Ferrari      | F2007  | Ferrari  | B    | 17    | 9         | 22     | 9    | 12   | 204  |
| 2   | BMW Sauber   | F1.07  | BMW      | B    | 17    | 0         | 2      | 0    | 0    | 101  |
| 3   | Renault      | R27    | Renault  | B    | 17    | 0         | 1      | 0    | 0    | 51   |
| 4   | Williams     | FW29   | Toyota   | B    | 17    | 0         | 1      | 0    | 0    | 33   |
| 5   | Red Bull     | RB3    | Renault  | B    | 17    | 0         | 1      | 0    | 0    | 24   |
| 6   | Toyota       | TF107  | Toyota   | B    | 17    | 0         | 0      | 0    | 0    | 13   |
| 7   | Toro Rosso   | STR2   | Ferrari  | B    | 17    | 0         | 0      | 0    | 0    | 8    |
| 8   | Honda F1     | RA107  | Honda F1 | B    | 17    | 0         | 0      | 0    | 0    | 6    |
| 9   | Super Aguri  | SA07   | Honda F1 | B    | 17    | 0         | 0      | 0    | 0    | 4    |
| 10  | Spyker       | F8-VII | Ferrari  | B    | 17    | 0         | 0      | 0    | 0    | 1    |
| DSQ | Team McLaren | MP4-22 | Mercedes | B    | 17    | 8         | 24     | 8    | 5    | 0‡   |

(‡)McLaren byl z rozhodnuti FIA ze dne 13. září penalizován odebráním bodů z celé sezony, kterých získal 218. Další penalizace a odebrání bodového zisku (15) přišla po incidentu během kvalifikace na GP Maďarska (pokud by tým přišel jen o body z Maďarska, měl by jich na svém kontě 203.)